# 기아 모닝
기아 모닝(Kia Morning)은 기아의 경차이자 대한민국 최초의 1,000cc급 승용차이다. 중화권을 제외한 유럽 등에서는 피칸토(Picanto)라는 차명으로 판매되고 있다. 참고로, 피칸토는 '매콤한, 신랄한, 생기있는'(spicy)을 의미하며, 이는 스페인어 또는 이탈리아어 picante/piccante에서 유래하였다.
2004년 출시 당시부터 기아 공장에서 생산되지 않고, 충청남도 서산시 성연면 갈현리에 있는 협력사인 동희홀딩스에서 위탁으로 생산된다.

## 컨셉트카(M-Car)
1991년에 기아자동차는 당시 판매 중이던 경차인 대우 티코를 지켜보고, 이에 대응하는 차원에서 모닝 콘셉트 카를 개발하기 시작하여 기아 소하리 디자인실에서 제작하였다. 1993년에 열린 도쿄 모터쇼에서 M-Car라는 명칭으로 최초 공개되었고, 1995년 서울 모터쇼에서도 모닝 컨셉트로 공개되었다. 1996ln년 또는 1997년에 출시할 계획이었으며, 크기는 마티즈와 유사하였다. 그러나 당시 경차 배기량을 두고 800cc와 1,000cc가 격돌하다가 정부가 경차 배기량을 800cc로 정함에 따라, 기아자동차에서는 섀시와 엔진까지 다 만들었음에도 불구하고 설비투자자금 회수가 어렵다는 판단 하에 출시를 포기했다. 기아자동차는 1999년 현대자동차그룹에 인수된 후 현대자동차의 인도 수출용 경차인 상트로를 배지 엔지니어링하여 비스토로 판매하다가, 2004년에서야 비스토의 후속으로 모닝을 출시하였다.

## 1세대(SA)

### 모닝(2004년2월~2008년1월)

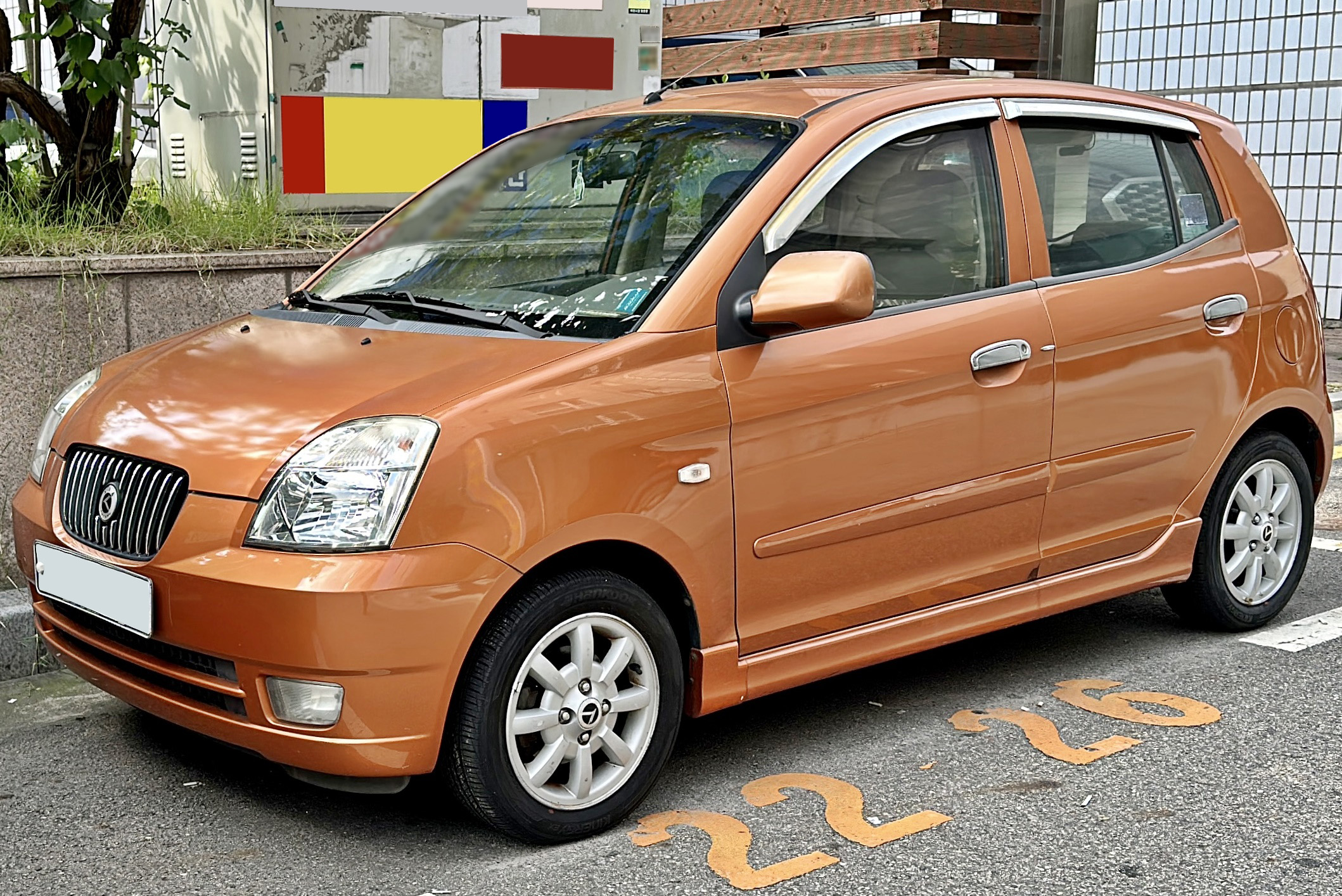
기아 모닝 (전기형) 정측면

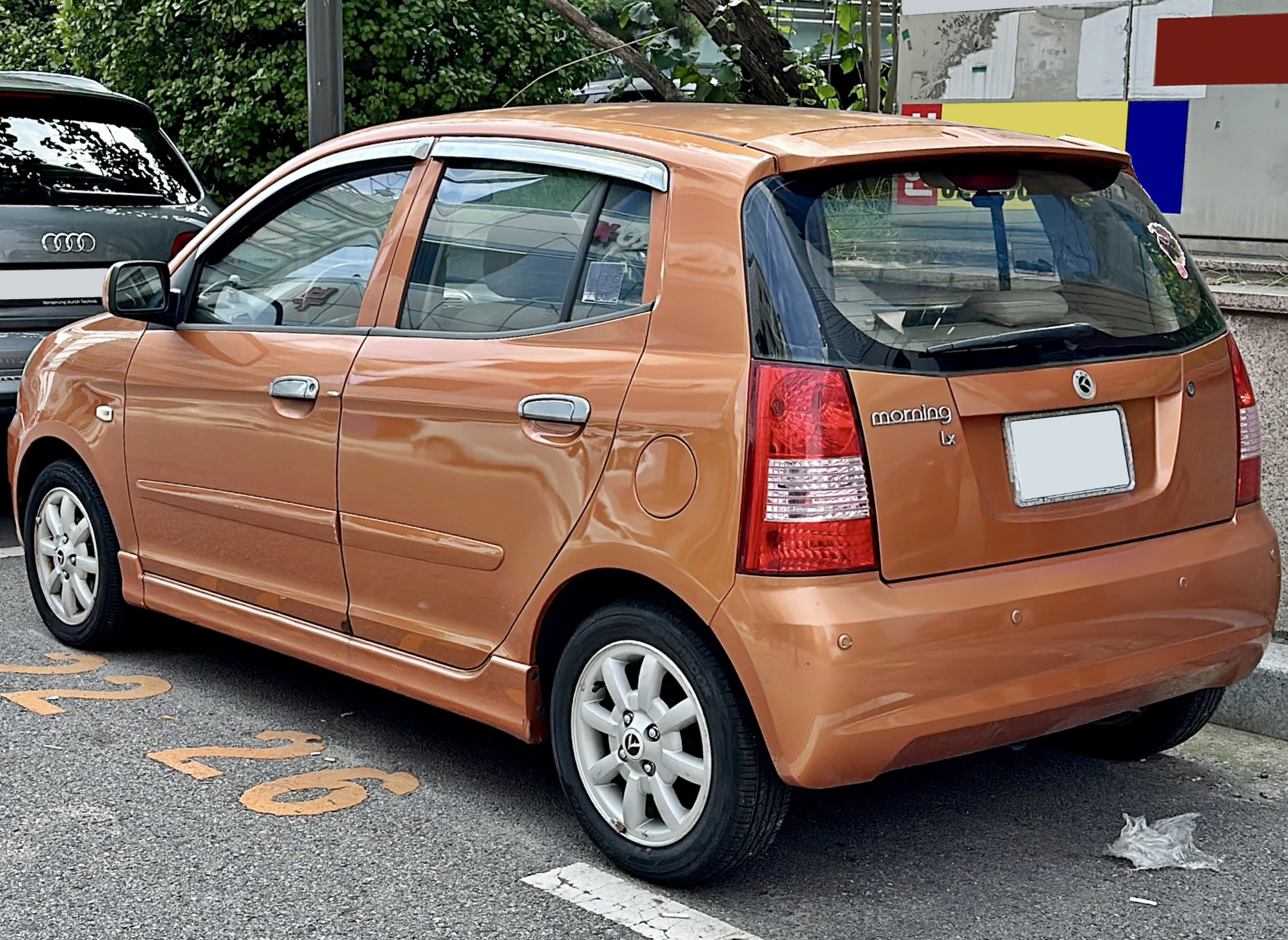
기아 모닝 (전기형) 후측면

2004년 2월 18일에 비스토의 후속 모델로 출시되었다. 출시 초기에는 대한민국의 경차 기준을 초과하여 소형차로 분류되었지만 2008년 이후로 시행이 보류된 대한민국의 경차 기준 개정안을 감안하여 그대로 출시되었다. 대만에서는 차명이 유로스타였다. 대한민국에서는 현대자동차의 62ps 1.0L 입실론 SOHC 가솔린 엔진이 적용되었다. 2005년 5월 3일에 선보인 2006년형은 라디에이터 그릴과 엠블럼 등이 변경되고 2인승 밴도 추가되었다. 2008년 1월 1일부터 대한민국의 경차 기준 개정안이 시행되면서 페이스리프트 모델인 뉴 모닝부터 경차로 편입되었다.

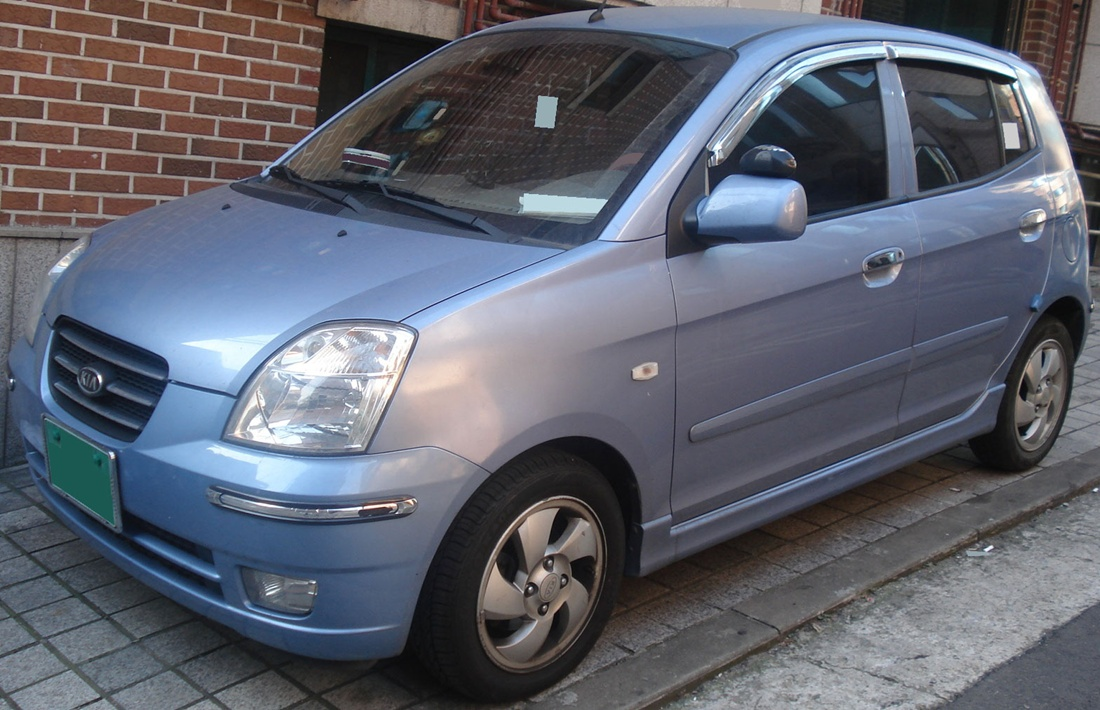
기아 모닝 (후기형) 정측면
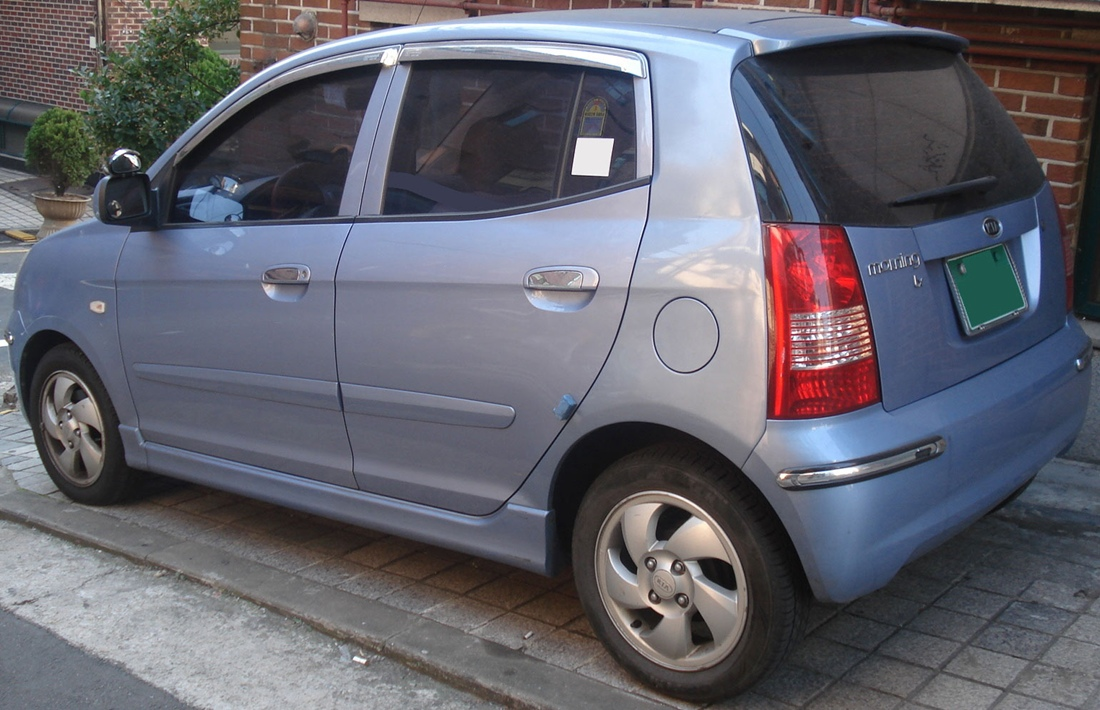
기아 모닝 (후기형) 후측면

모닝 제원
| 구분                 | 모닝 1.0L 입실론 가솔린        |
| -------------------- | ------------------------------ |
| 전장 (mm)            | 3,495                          |
| 전폭 (mm)            | 1,595                          |
| 전고 (mm)            | 1,480                          |
| 축거 (mm)            | 2,370                          |
| 윤거 (전, mm)        | 1,400                          |
| 윤거 (후, mm)        | 1,385                          |
| 승차 정원            | 2명(밴) 5명                    |
| 변속기               | 수동 5단 자동 4단              |
| 서스펜션 (전/후)     | 맥퍼슨 스트럿/토션 빔          |
| 구동 형식            | 전륜구동                       |
| 엔진 형식            | G4HE                           |
| 연료                 | 가솔린                         |
| 배기량 (cc)          | 998                            |
| 최고 출력 (ps/rpm)   | 62/5,600                       |
| 최대 토크 (kg*m/rpm) | 8.8/4,500                      |
| 연료 탱크 용량 (L)   | 35                             |
| 요소수 탱크 용량 (L) | -                              |
| 공차 중량 (kg)       | 865(수동 5단)/ 885(자동 4단)   |
| 연비 (km/L)          | 18.3(수동 5단)/ 15.5(자동 4단) |

#### 라인업
| 구분 | 1.0L 가솔린                                                  |
| ---- | ------------------------------------------------------------ |
| 모닝 | 밴 L LX 고급형 LX 최고급형 LX 스페셜 SLX 최고급형 SLX 스페셜 |

### 뉴 모닝(2008년1월~2011년1월)

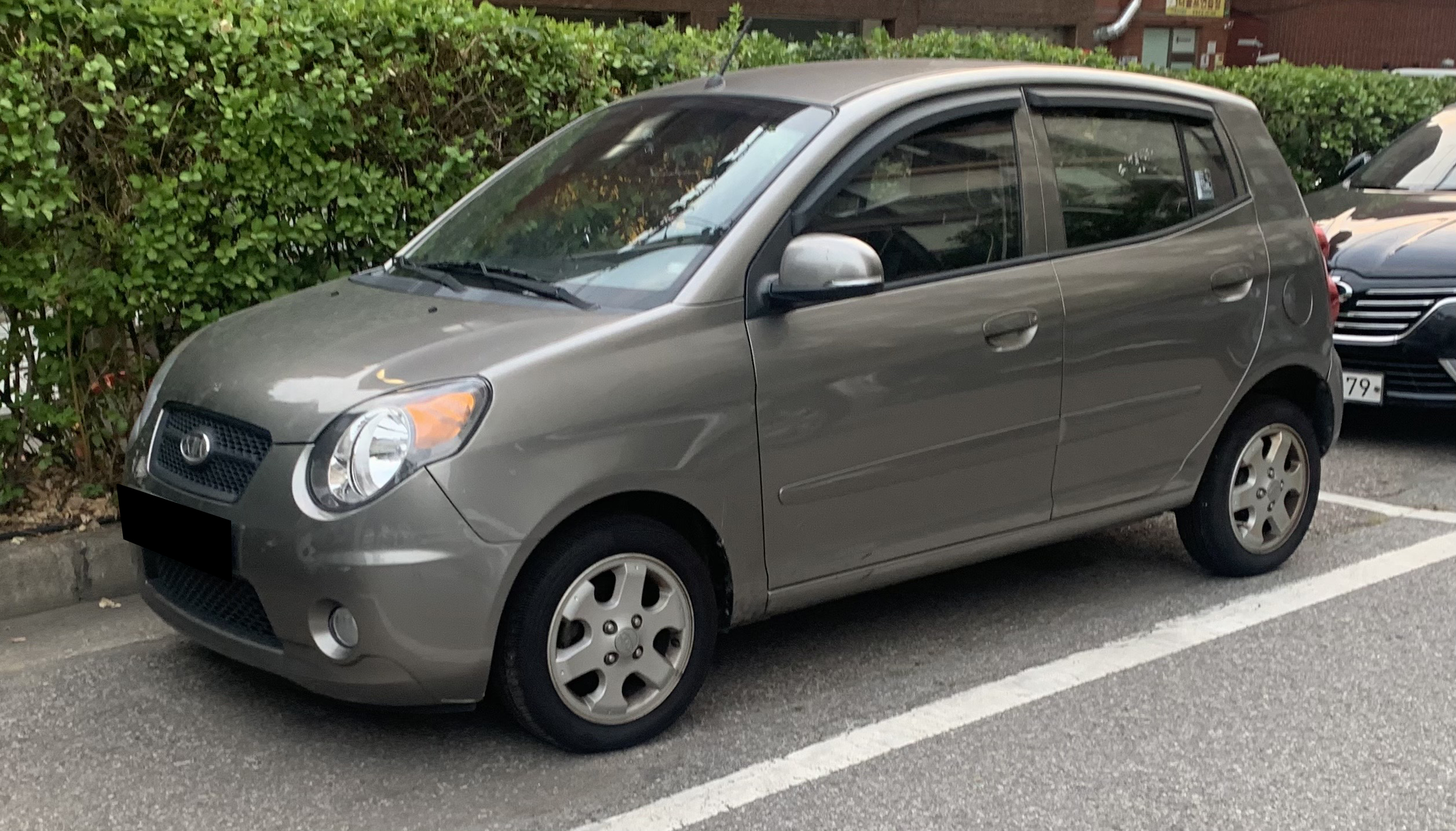
기아 뉴 모닝 (전기형) 정측면

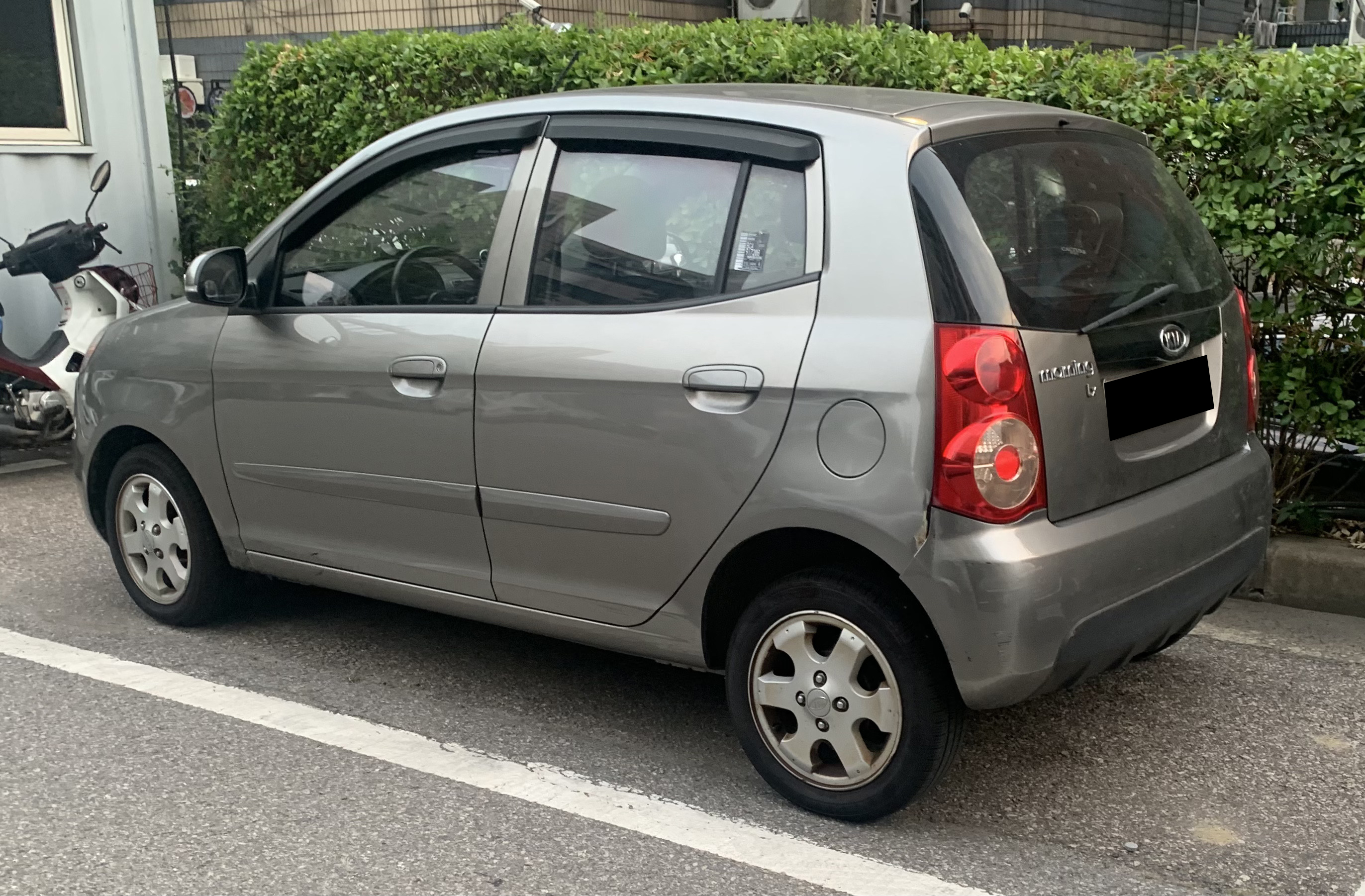
기아 뉴 모닝 (전기형) 후측면

경차로 편입됨과 동시에 1차 페이스리프트를 단행하여 2008년 1월 1일에 출시하였다. 뉴 모닝은 판매량이 급증하여 기아의 매출에 크게 기여하였으며, GM대우 마티즈가 독점하던 경차 시장에 대변화를 불러왔다. 대한민국의 경차 기준 개정으로 LPG 연료가 허가되어 2009년 2월 11일에는 1.0L 입실론 LPI 엔진이 추가되었다. 같은 해 6월 15일에는 2차 페이스리프트를 단행하여 LX와 SLX에 기아자동차의 패밀리 룩 라디에이터 그릴이 적용된 스페셜 트림이 추가되고, 경제 운전 안내 시스템, 후방 디스플레이 룸 미러, 스텝게이트 방식의 4단 자동변속기가 장착된 2010년형이 출시되었다.
자동변속기는 2004년 첫 출시부터 일본 자트코의 JF405E 4단 유닛을 적용하여 왔으며, 이는 후기형 아토스/비스토에 장착된 유닛이었다. 하지만 JF405E는 자동변속기의 오일 규격(JWS3314)을 크게 가렸던 데다가, 발열 문제도 있어서 평가가 좋지 않았다. 이러한 문제로 인하여, 2009년 6월 15일에 출시한 1세대 모닝의 최후기형(2차 페이스리프트 모델)은 현대트랜시스가 경차 전용으로 새로 개발한 4F12 4단 자동변속기로 전면 교체하였다.

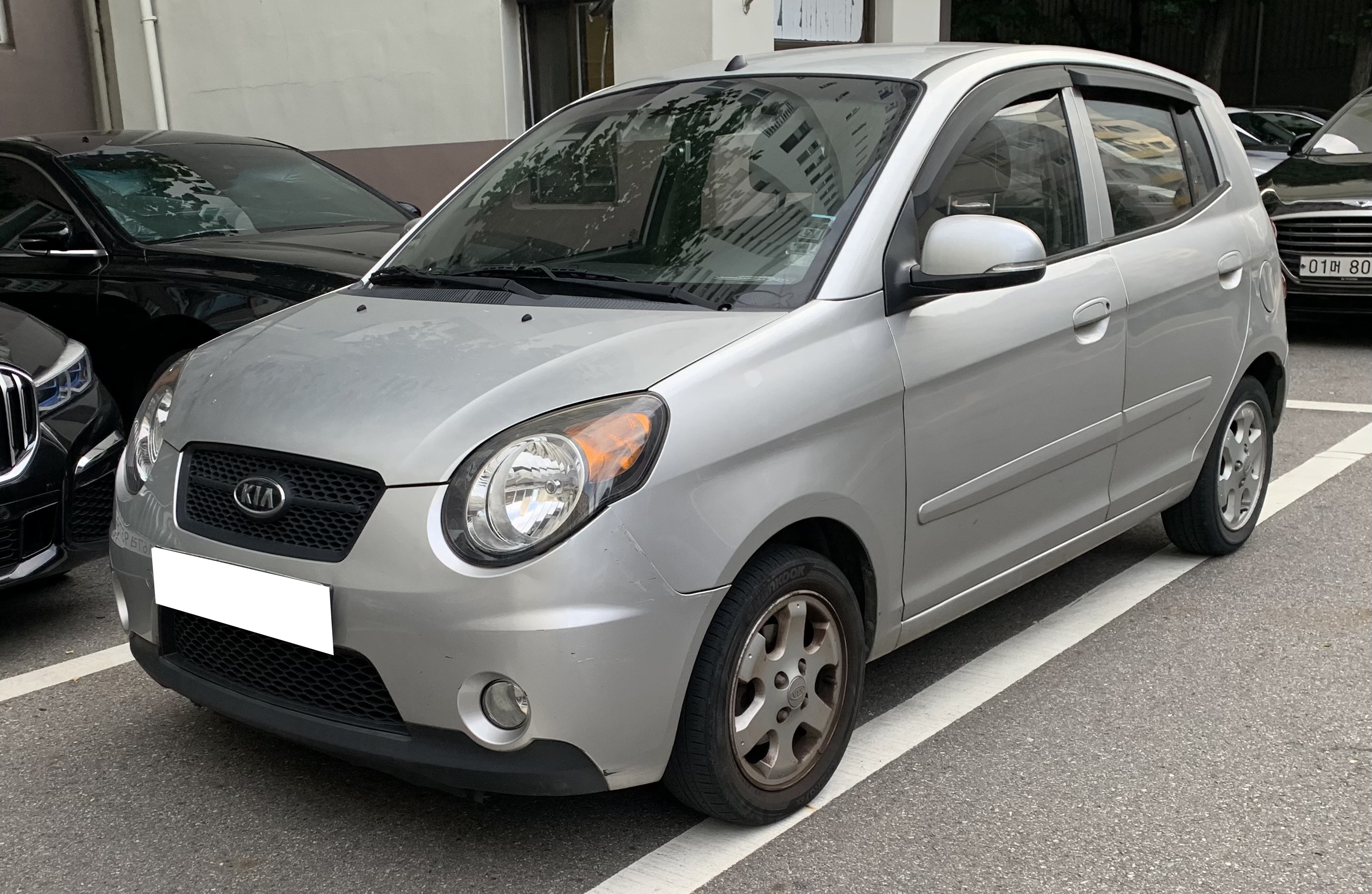
기아 뉴 모닝 (후기형) 정측면
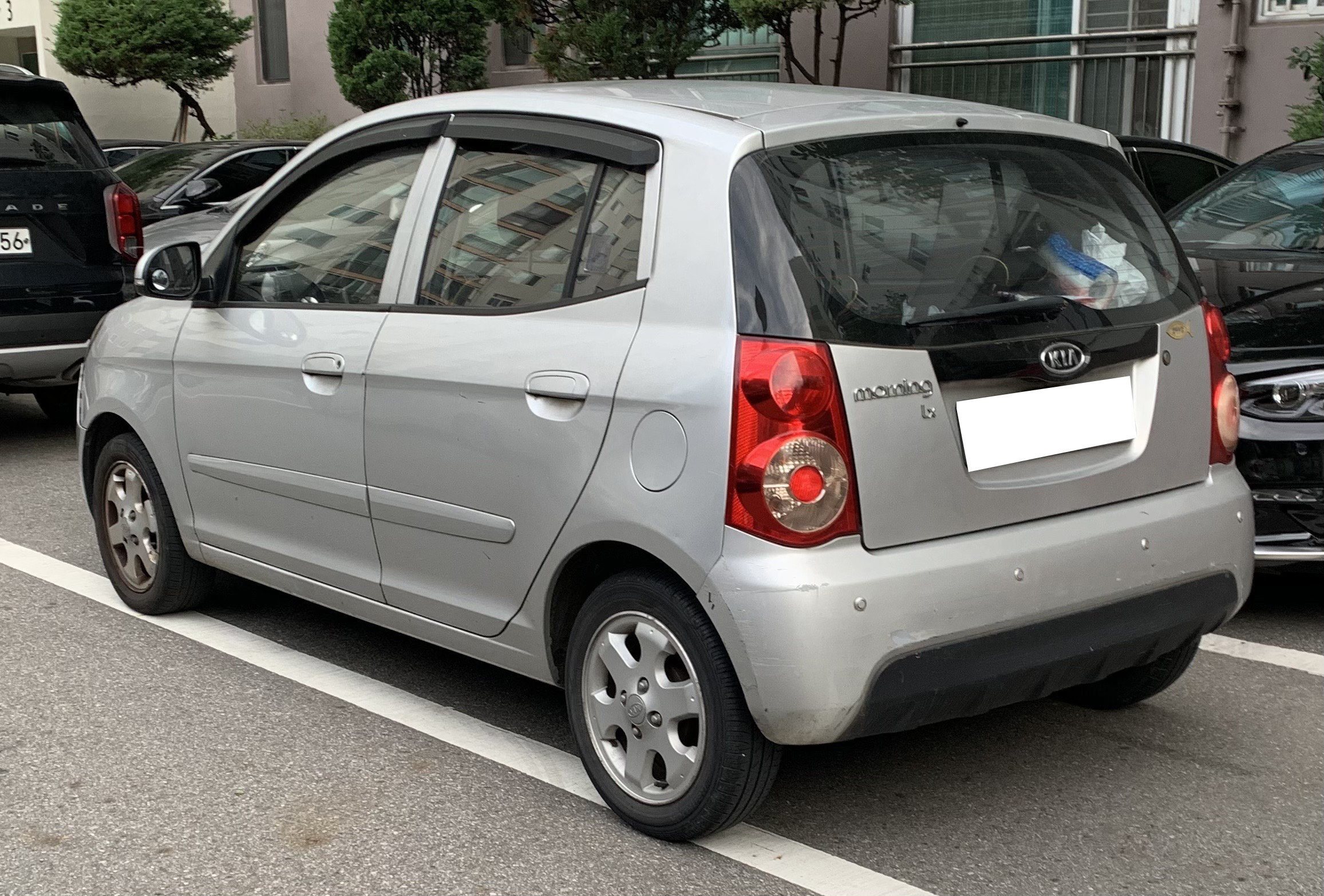
기아 뉴 모닝 (후기형) 후측면
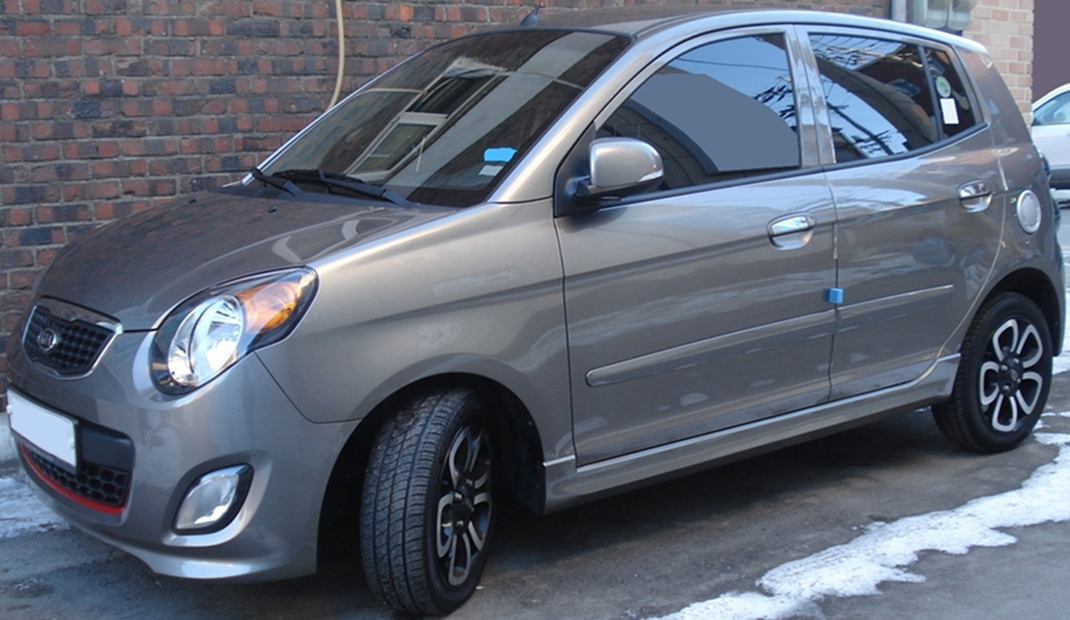
기아 뉴 모닝 (스페셜) 정측면
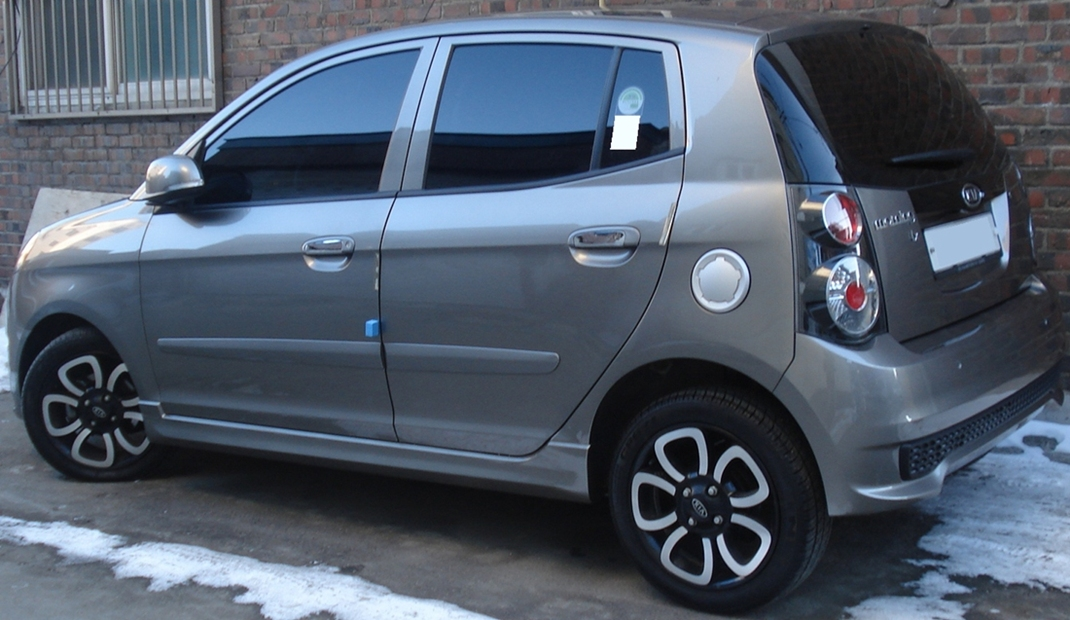
기아 뉴 모닝 (스페셜) 후측면

뉴 모닝 제원
| 구분                 | 뉴 모닝 1.0L 입실론 MPI                                                                                       | 뉴 모닝 1.0L 입실론 LPI                                                       |
| -------------------- | --- | ----------------------------------------------------------------------------- |
| 전장 (mm)            | 3,535(밴, L, LX 기본형) 3,550 3,580(스페셜)                                                                   | 3,535(밴, L, LX 기본형) 3,550 3,580(스페셜)                                   |
| 전폭 (mm)            | 1,595 | 1,595                                                                         |
| 전고 (mm)            | 1,480 | 1,480                                                                         |
| 축거 (mm)            | 2,370 | 2,370                                                                         |
| 윤거 (전, mm)        | 1,400 | 1,400                                                                         |
| 윤거 (후, mm)        | 1,385 | 1,385                                                                         |
| 승차 정원            | 2명(밴) 5명                                                                                                   | 5명                                                                           |
| 변속기               | 수동 5단 자동 4단                                                                                             | 수동 5단 자동 4단                                                             |
| 서스펜션 (전/후)     | 맥퍼슨 스트럿/토션 빔                                                                                         | 맥퍼슨 스트럿/토션 빔                                                         |
| 구동 형식            | 전륜구동 | 전륜구동                                                                      |
| 엔진 형식            | G4HE | L4HE                                                                          |
| 연료                 | 가솔린 | LPG                                                                           |
| 배기량 (cc)          | 999 | 999                                                                           |
| 최고 출력 (ps/rpm)   | 64/5,600 (이후 72/6,000으로 변경)                                                                             | 67/5,600 (이후 72/6,000으로 변경)                                             |
| 최대 토크 (kg*m/rpm) | 8.8/4,500 (이후 9.2/4,500으로 변경)                                                                           | 9.0/3,000 (이후 9.2/4,500으로 변경)                                           |
| 연료 탱크 용량 (L)   | 35 | 41.1                                                                          |
| 요소수 탱크 용량 (L) | - | -                                                                             |
| 공차 중량 (kg)       | 877(수동 5단)/ 897(자동 4단) (이후 849(수동 5단)/ 878(자동 4단)으로 변경)                                     | 886(수동 5단)/ 906(자동 4단) (이후 886(수동 5단)/ 906(자동 4단)으로 변경)     |
| 연비 (km/L)          | 19.4(수동 5단)/ 16.6(자동 4단) (이후 20.0(수동 5단)/ 17.4(자동 4단), 21.2(수동 5단)/ 18.0(자동 4단)으로 변경) | 16.3(수동 5단)/ 13.4(자동 4단) (이후 17.6(수동 5단)/ 14.5(자동 4단)으로 변경) |
| Co2 배출량 (g/km)    | 121(수동 5단)/ 141(자동 4단) (이후 117(수동 5단)/ 135(자동 4단), 110(수동 5단)/ 130(자동 4단)으로 변경)       | 108(수동 5단)/ 132(자동 4단) (이후 100(수동 5단)/ 122(자동 4단)으로 변경)     |

#### 라인업
| 구분    | 1.0L 가솔린 | 1.0L LPI                                                                        |
| ------- | --- | ------------------------------------------------------------------------------- |
| 뉴 모닝 | 밴 밴 고급형 L LX 기본형 LX 기본형 블랙프리미엄 LX 고급형 LX 고급형 블랙프리미엄 LX 스페셜 SLX SLX 고급형 SLX 고급형 블랙프리미엄 SLX 스페셜 SLX 뷰티 SLX 뷰티 블랙프리미엄 | LX 기본형 LX 기본형 블랙프리미엄 LX 고급형 블랙프리미엄 SLX 고급형 블랙프리미엄 |

## 2세대(TA)

### 올 뉴 모닝(2011년1월~2015년1월)

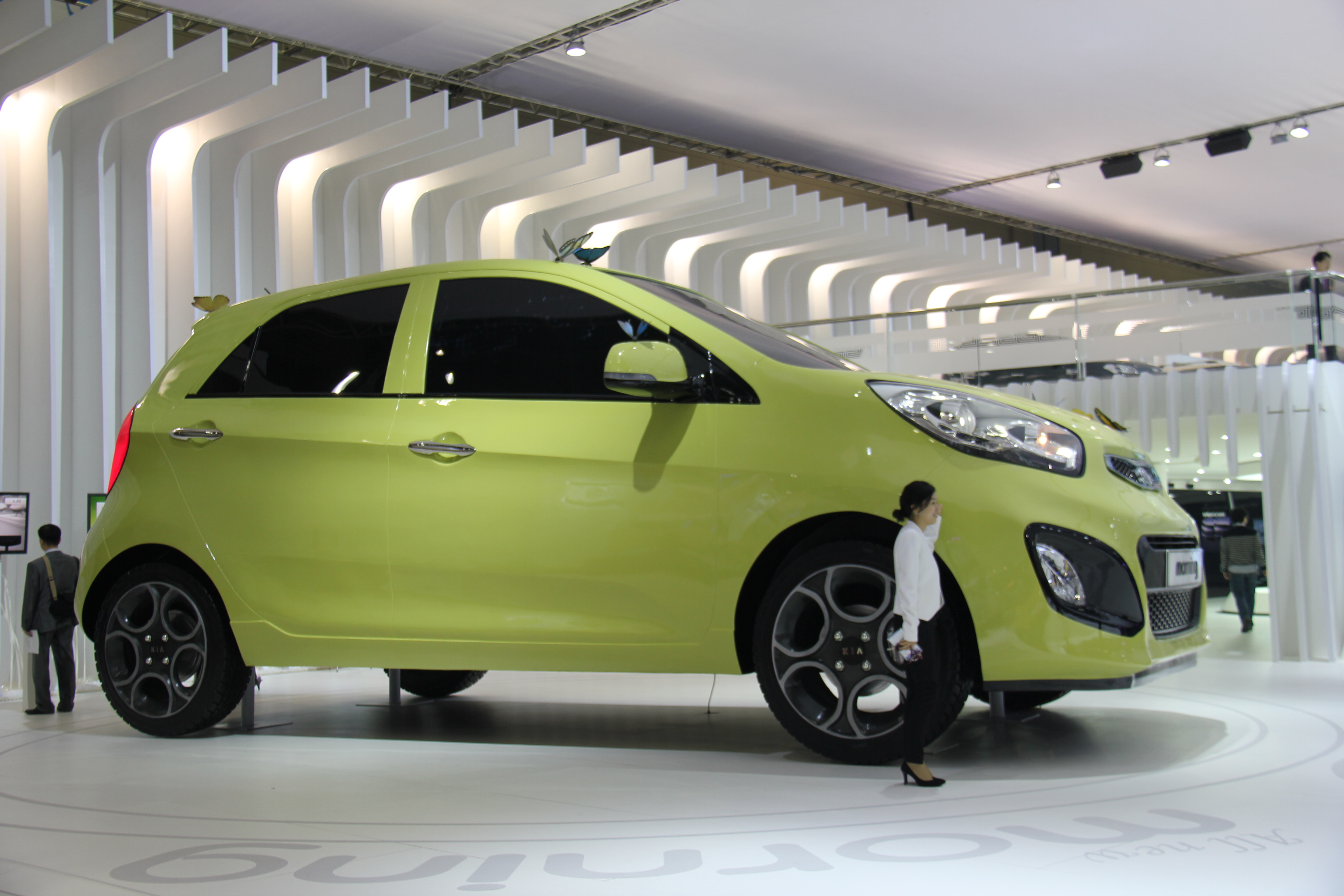
2011 서울모터쇼에서 열린 기아자동차 모닝 퍼포먼스

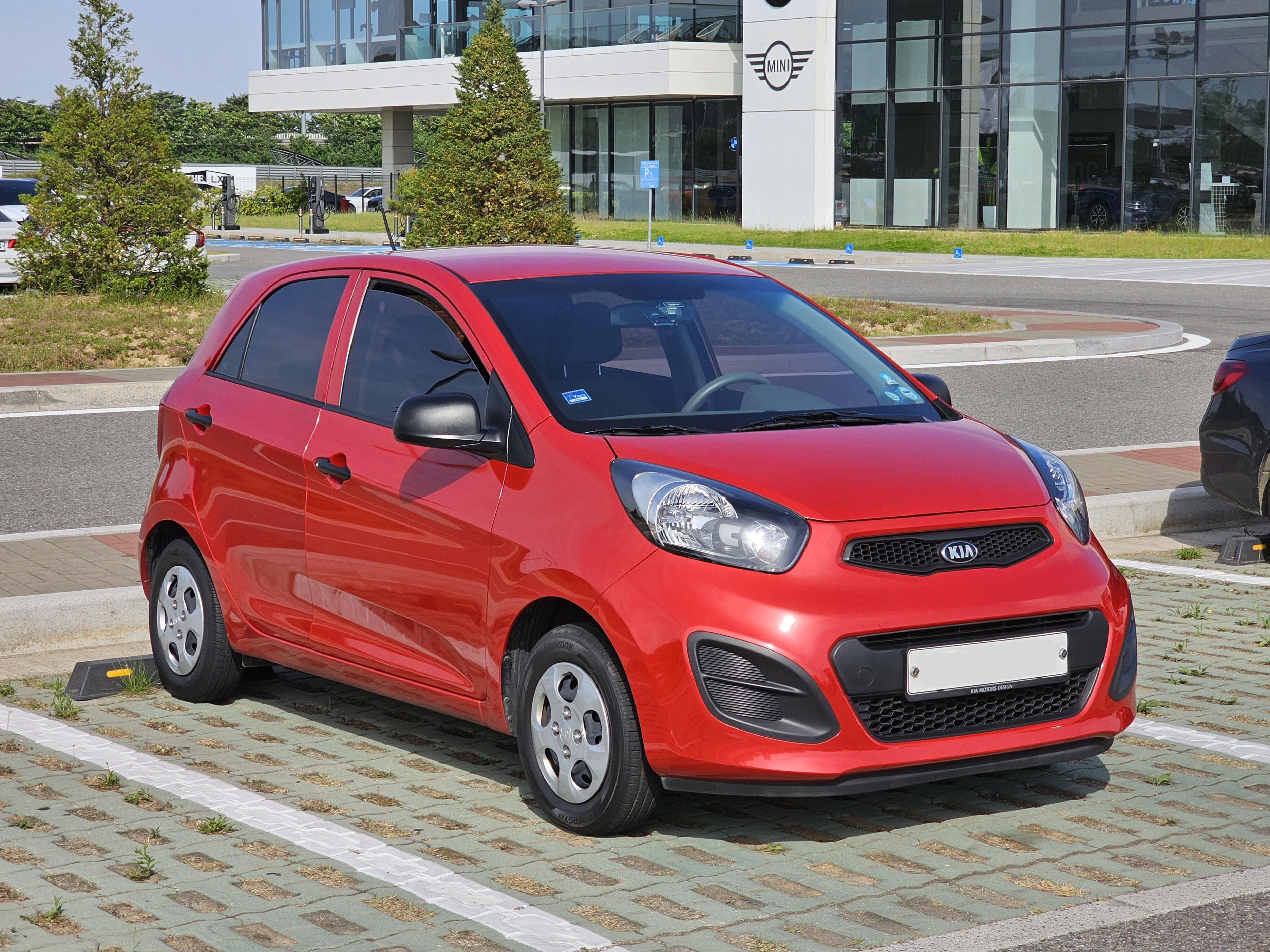
기아 올 뉴 모닝 정측면

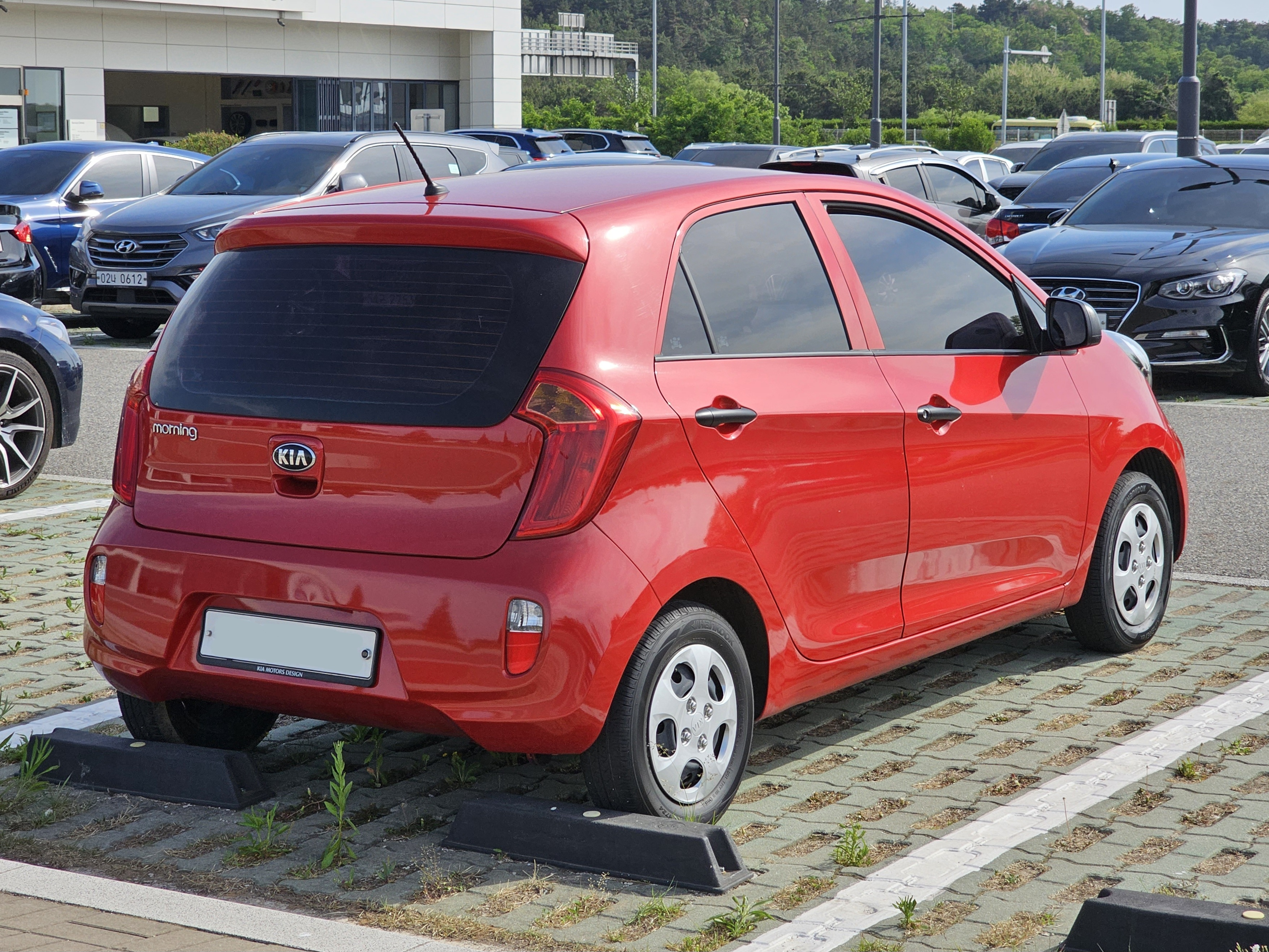
기아 올 뉴 모닝 후측면

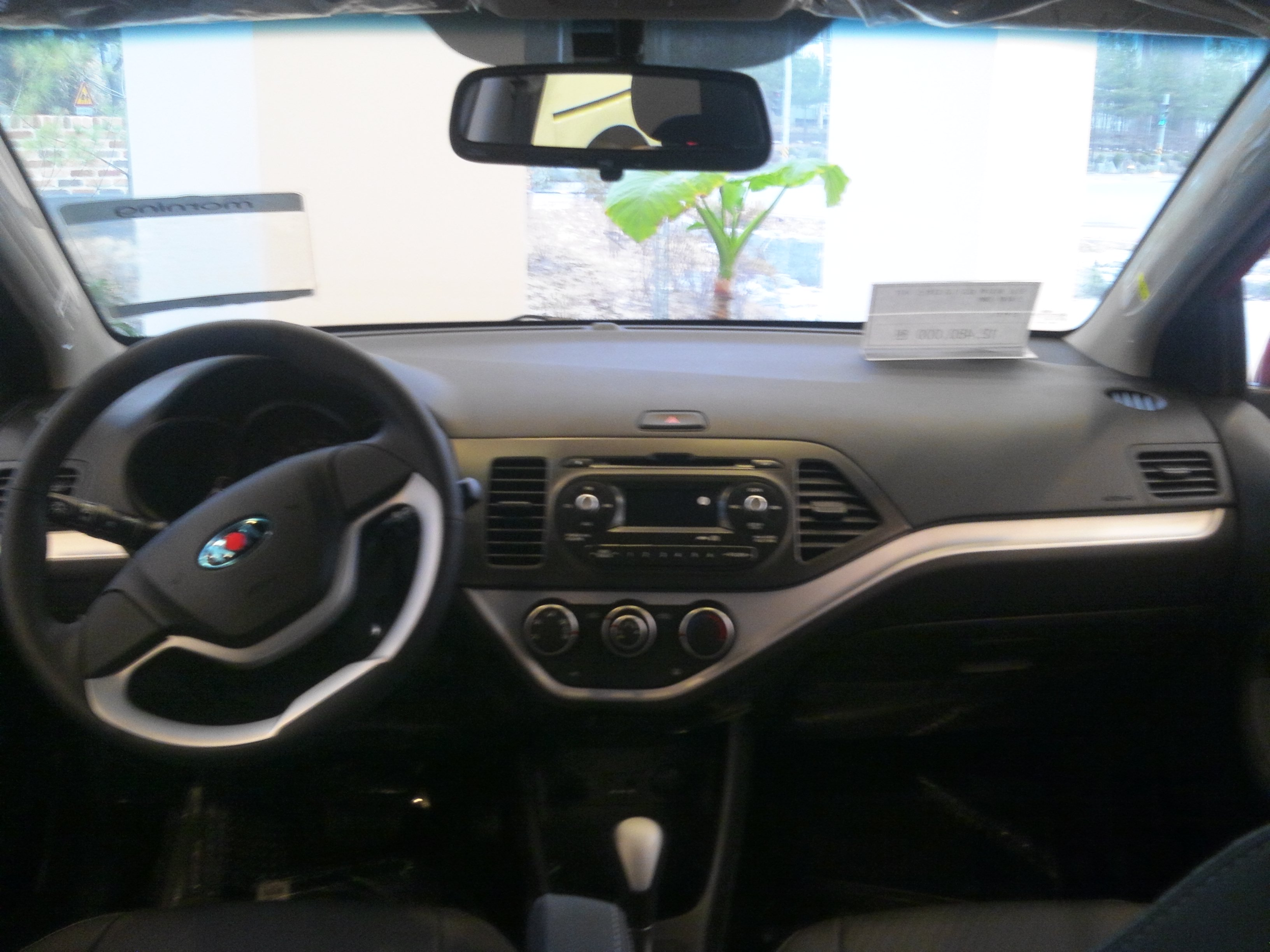
기아 올 뉴 모닝 실내

2011년 1월 24일에 출시되었다. 그립 타입 도어 핸들, 프로젝션 헤드램프, 히티드 스티어링 휠, 버튼 시동&스마트 키 등의 편의 사양이 적용되었다. 대한민국의 경차 최초로 듀얼 에어백을 포함하여 1열 사이드&커튼 에어백까지 총 6개의 에어백이 모든 모델에 기본으로 적용(2인승 밴 제외)되었다. 그러나 경사로 밀림 방지 기능이 포함된 차체 자세 제어 장치(적용 시, 후륜 디스크 브레이크 적용)는 선택으로 적용되었다. 기존의 1.0L 입실론 가솔린 엔진에서 대체된 1.0L 카파 가솔린 엔진(G3LA)은 4기통에서 3기통으로 변경되었으나, 사일런트 타이밍 체인 방식이라 타이밍 벨트 교환이 필요없다. 변속기의 미션 오일이 무교환 방식으로 바뀌었고 오디오도 센터페시아 상단부로 옮겨지며, 내부 문 잠금 방식도 변경되었다. 같은 해 5월 16일에는 시동을 걸면 2초 뒤, LPG로 자동 전환되는 바이퓨얼(B3LA), 가솔린 사양의 디럭스 스페셜 모델과 럭셔리 모델에 선택으로 적용되었던 하이클래스를 개선한 전용 패키지 옵션인 하이클래스 스포츠, 뒷좌석을 없애고 화물 적재 공간을 마련시킨 2인승 밴이 추가되었다. 2012년 8월 19일에는 뒷좌석 센터 3점식 시트 벨트와 ABS가 기본으로 적용되고 높은 연비의 에코 플러스 모델이 추가된 2013년형이 출시되었다. 2013년 8월 20일에는 동급 최초로 운전석 무릎 에어백이 적용되고 에코 플러스 모델이 에코 다이나믹스 모델로 변경된 2014년형이 출시되었다. 이 외에도, 운전석 시트 및 앞좌석 시트 벨트 높이 조절 장치가 모든 모델에 기본으로 적용되었고 디럭스 스페셜 모델을 대체하는 트렌디 모델이 신설되었다. 역대 모닝 중에서 가장 잘 나온 모델이라고 불리는 만큼 유일하게 3도어가 있었으나, 대한민국에서는 생산되지 않고 해외에서만 생산되던 유럽전략형모델이였다.

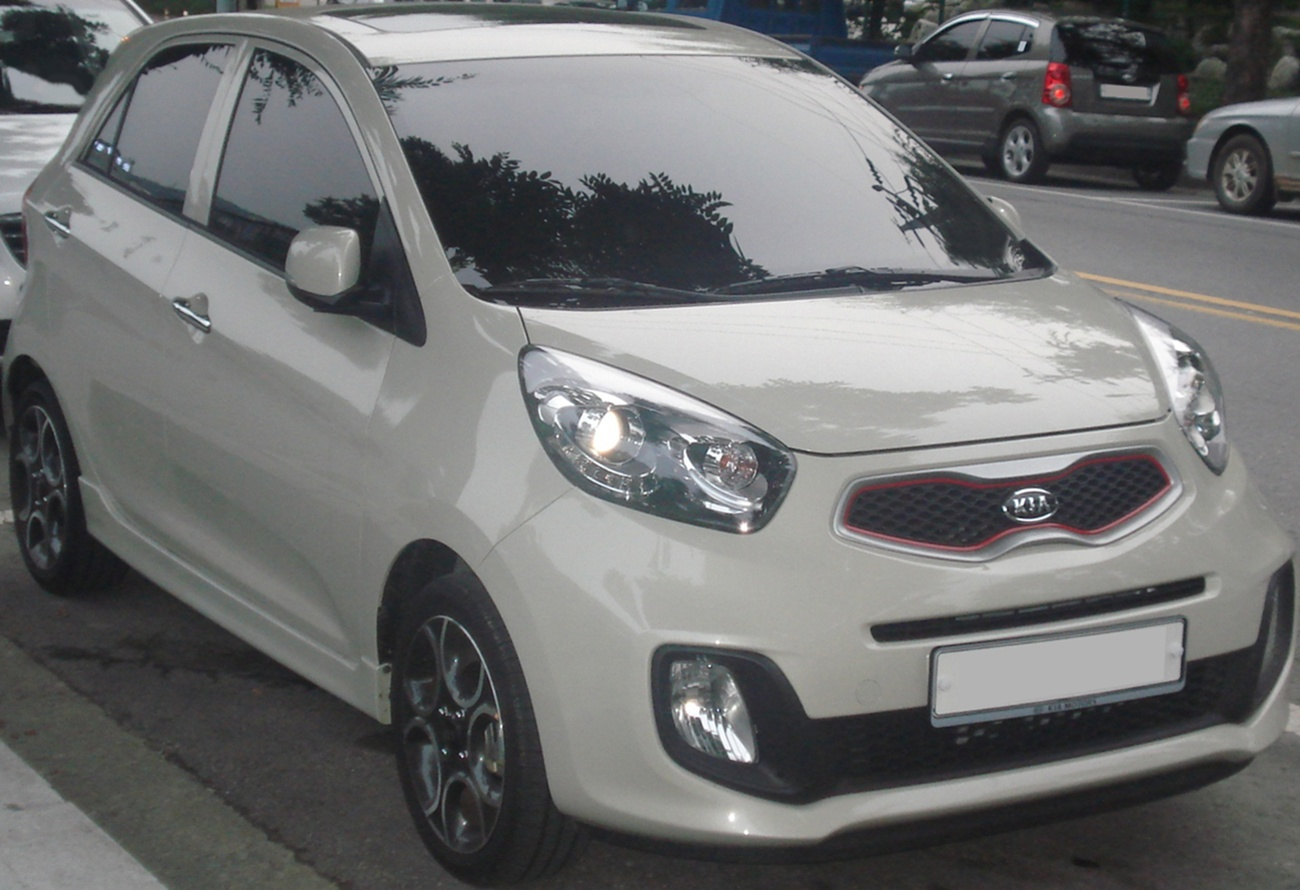
기아 올 뉴 모닝 스포츠 정측면
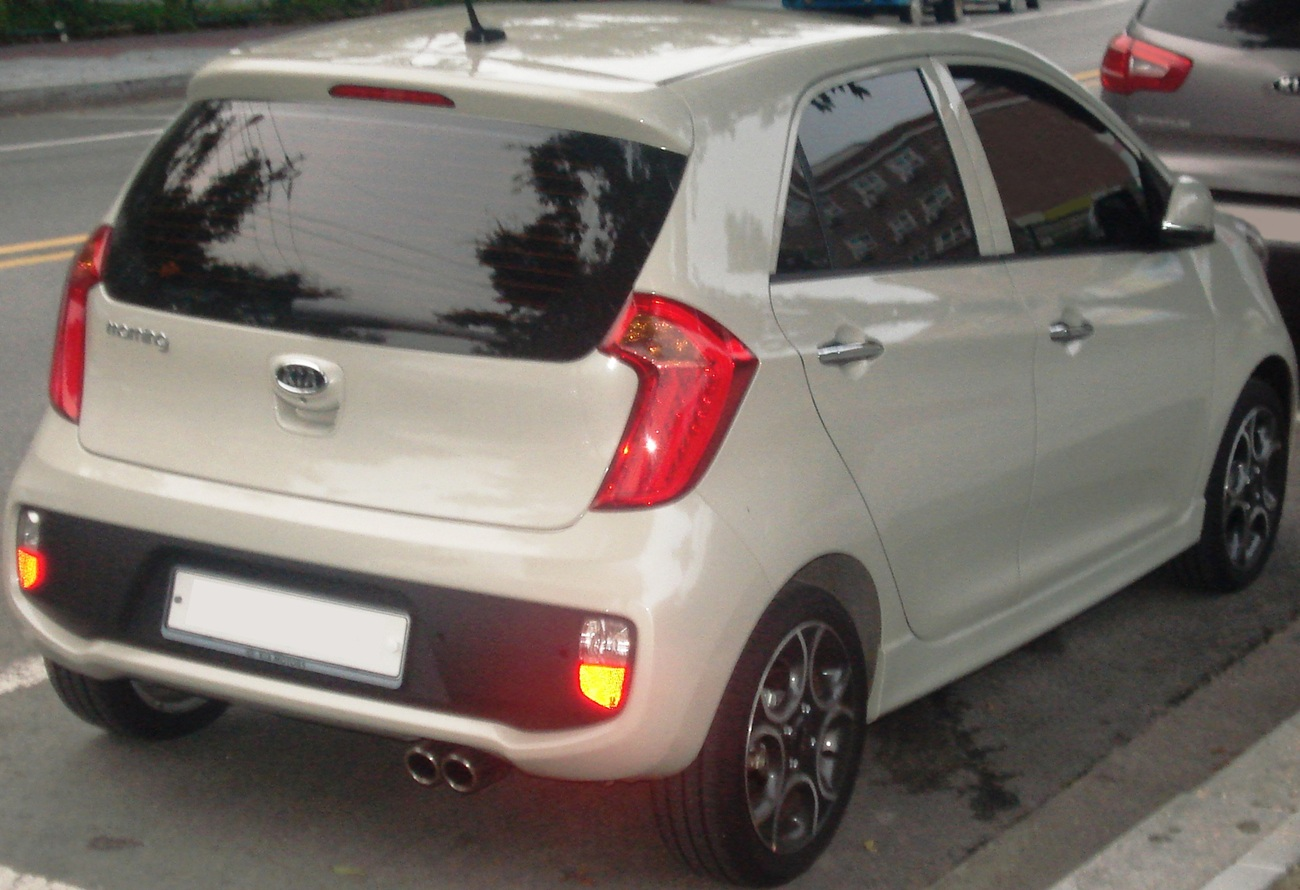
기아 올 뉴 모닝 스포츠 후측면

올 뉴 모닝 제원
| 구분                 | 올 뉴 모닝 1.0L 카파 MPI (수동 5단/자동 4단)                                                                                        | 올 뉴 모닝 1.0L 카파 MPI(ISG 장착) (CVT) | 올 뉴 모닝 1.0L 카파 바이퓨얼 LPI (수동 5단) | 올 뉴 모닝 1.0L 카파 바이퓨얼 LPI (자동 4단) |
| -------------------- | --- | ---------------------------------------- | --- | --- |
| 전장 (mm)            | 3,595 | 3,595                                    | 3,595 | 3,595 |
| 전폭 (mm)            | 1,595 | 1,595                                    | 1,595 | 1,595 |
| 전고 (mm)            | 1,485 | 1,485                                    | 1,485 | 1,485 |
| 축거 (mm)            | 2,385 | 2,385                                    | 2,385 | 2,385 |
| 윤거 (전, mm)        | 1,421(R13) 1,409(R15) | 1,421(R13) 1,409(R15)                    | 1,421(R13) 1,409(R15) | 1,421(R13) 1,409(R15) |
| 윤거 (후, mm)        | 1,424(R13) 1,412(R15) | 1,424(R13) 1,412(R15)                    | 1,424(R13) 1,412(R15) | 1,424(R13) 1,412(R15) |
| 승차 정원            | 2명(밴) 5명 | 5명                                      | 5명 | 5명 |
| 변속기               | 수동 5단 자동 4단 | CVT                                      | 수동 5단 | 자동 4단 |
| 서스펜션 (전/후)     | 맥퍼슨 스트럿/토션 빔 | 맥퍼슨 스트럿/토션 빔                    | 맥퍼슨 스트럿/토션 빔 | 맥퍼슨 스트럿/토션 빔 |
| 구동 형식            | 전륜구동 | 전륜구동                                 | 전륜구동 | 전륜구동 |
| 엔진 형식            | G3LA | G3LA                                     | B3LA | B3LA |
| 연료                 | 가솔린 | 가솔린                                   | 가솔린 + LPG | 가솔린 + LPG |
| 배기량 (cc)          | 998 | 998                                      | 998 | 998 |
| 최고 출력 (ps/rpm)   | 82/6,400 | 80/6,400                                 | 82/6,400 | 82/6,400 |
| 최대 토크 (kg*m/rpm) | 9.6/3,500 | 9.6/3,500                                | 9.6/3,500 | 9.6/3,500 |
| 연료 탱크 용량 (L)   | 35 | 35                                       | 가솔린 : 10 + LPG : 44 | 가솔린 : 10 + LPG : 44 |
| 요소수 탱크 용량 (L) | - | -                                        | - | - |
| 공차 중량 (kg)       | 875(수동 5단)/ 895(자동 4단), 880(수동 5단)/ 900(자동 4단) (이후 885(수동 5단)/ 905(자동 4단), 890(수동 5단)/ 910(자동 4단)로 변경) | 940(CVT)                                 | 925(수동 5단) (이후 935(수동 5단)으로 변경) | 945(자동 4단) (이후 955(자동 4단)으로 변경) |
| 연비 (km/L)          | 22.0(수동 5단)/ 19.0(자동 4단) (이후 도심 16.2/고속 18.2/복합 17.0(수동 5단)/ 도심 14.3/고속 16.6/복합 15.2(자동 4단)로 변경)       | 도심 15.4/고속 17.5/복합 16.3(CVT)       | 21.4(가솔린 수동 5단)/ 17.8(LPG 수동 5단) (이후 도심 15.6/고속 17.8/복합 16.5(가솔린 수동 5단)/ 도심 13.5/고속 14.8/복합 14.0(LPG 수동 5단)으로 변경) | 18.5(가솔린 자동 4단)/ 15.1(LPG 자동 4단) (이후 도심 13.8/고속 16.4/복합 14.9(가솔린 자동 4단)/ 도심 11.4/고속 13.7/복합 12.3(LPG 자동 4단)으로 변경) |
| Co2 배출량 (g/km)    | 106(수동 5단)/ 123(자동 4단) (이후 98(수동 5단)/ 112(자동 4단)로 변경)                                                              | 103(CVT)                                 | 126(가솔린 수동 5단)/ 99(LPG 수동 5단) (이후 102(가솔린 수동 5단)로 변경)/ 92(LPG 수동 5단)                                                           | 109(가솔린 자동 4단)/ 117(LPG 자동 4단) (이후 114(가솔린 자동 4단)로 변경)/ 106(LPG 자동 4단)                                                         |

#### 라인업
| 구분       | 1.0L 가솔린 | 1.0L 가솔린 터보 | 1.0L 바이퓨얼                                    |
| ---------- | --- | ---------------- | ------------------------------------------------ |
| 올 뉴 모닝 | 밴 기본형 밴 고급형 스마트 스마트 스페셜 에코플러스 스마트 에코 다이나믹스 스마트 디럭스 디럭스 스페셜 디럭스 트렌디 W 스페셜 에코플러스 디럭스 스페셜 럭셔리 에코플러스 럭셔리 에코 다이나믹스 트렌디 | 럭셔리           | 스마트 스마트 트렌디 디럭스 디럭스 스페셜 럭셔리 |

### 더 뉴 모닝(2015년1월~2017년1월)

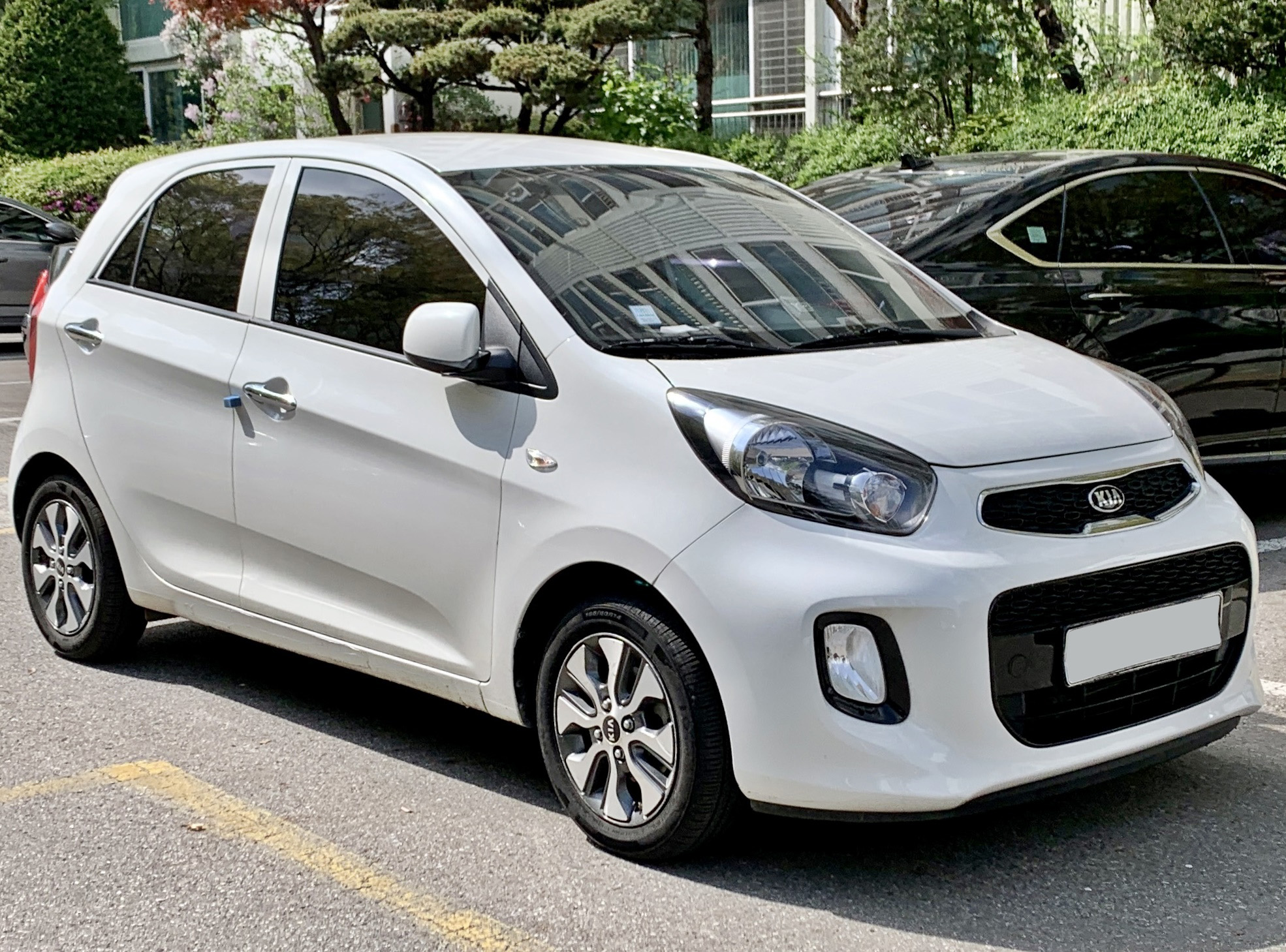
기아 더 뉴 모닝 정측면

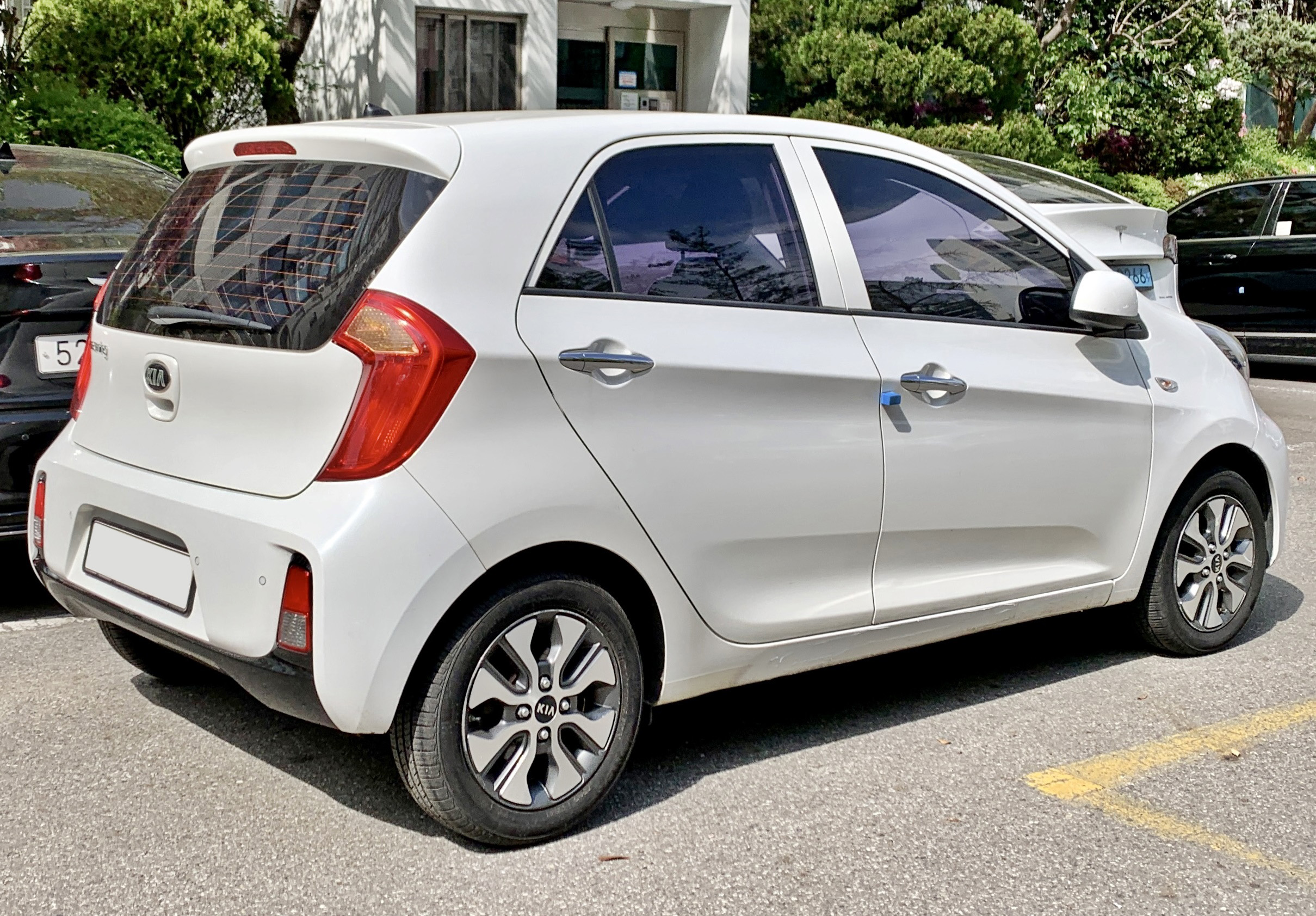
기아 더 뉴 모닝 후측면

2015년 1월 8일에 출시되었다. 변화의 폭이 적어 페이스 리프트가 아닌 이어 모델 수준에 불과하나, 더 뉴라는 서브 네임이 붙었다. 입체적인 그물형 매쉬 패턴이 적용되어 모던하고 심플한 분위기를 연출하였고, 뒷 범퍼에 리어 디퓨저를 적용해서 차체가 커 보이도록 하였다. 타이어 공기압 경보 장치를 비롯하여 차체 자세 제어 장치(후륜 디스크 브레이크 포함), 경사로 밀림 방지 창지가 모든 트림에 기본 적용되어 안전성을 높였다. 동급 최초로 크루즈 컨트롤이 새로 적용되었고, 레이에도 적용된 106마력 1.0L 카파 가솔린 MPI 터보 엔진(G3LB)이 추가되었다. 또한 판매량이 저조한 에코 다이나믹스 트림과 스포츠 팩은 단종되었다. 같은 해 8월 10일에는 전용 범퍼, 트윈 팁 머플러, 알루미늄 페달 등이 적용된 스포츠가 선보였다.
더 뉴 모닝 제원
| 구분                 | 더 뉴 모닝 1.0L 카파 MPI (수동 5단/자동 4단)                                     | 더 뉴 모닝 1.0L 카파 TCI (CVT)     | 더 뉴 모닝 1.0L 카파 바이퓨얼 LPI (수동 5단)                                                | 더 뉴 모닝 1.0L 카파 바이퓨얼 LPI (자동 4단)                                                |
| -------------------- | -------------------------------------------------------------------------------- | ---------------------------------- | ------------------------------------------------------------------------------------------- | ------------------------------------------------------------------------------------------- |
| 전장 (mm)            | 3,595                                                                            | 3,595                              | 3,595                                                                                       | 3,595                                                                                       |
| 전폭 (mm)            | 1,595                                                                            | 1,595                              | 1,595                                                                                       | 1,595                                                                                       |
| 전고 (mm)            | 1,485                                                                            | 1,485                              | 1,485                                                                                       | 1,485                                                                                       |
| 축거 (mm)            | 2,385                                                                            | 2,385                              | 2,385                                                                                       | 2,385                                                                                       |
| 윤거 (전, mm)        | 1,421(R13) 1,409(R15)                                                            | 1,421(R13) 1,409(R15)              | 1,421(R13) 1,409(R15)                                                                       | 1,421(R13) 1,409(R15)                                                                       |
| 윤거 (후, mm)        | 1,424(R13) 1,412(R15)                                                            | 1,424(R13) 1,412(R15)              | 1,424(R13) 1,412(R15)                                                                       | 1,424(R13) 1,412(R15)                                                                       |
| 승차 정원            | 2명(밴) 5명                                                                      | 5명                                | 5명                                                                                         | 5명                                                                                         |
| 변속기               | 수동 5단 자동 4단                                                                | CVT                                | 수동 5단                                                                                    | 자동 4단                                                                                    |
| 서스펜션 (전/후)     | 맥퍼슨 스트럿/토션 빔                                                            | 맥퍼슨 스트럿/토션 빔              | 맥퍼슨 스트럿/토션 빔                                                                       | 맥퍼슨 스트럿/토션 빔                                                                       |
| 구동 형식            | 전륜구동                                                                         | 전륜구동                           | 전륜구동                                                                                    | 전륜구동                                                                                    |
| 엔진 형식            | G3LA                                                                             | G3LB                               | B3LA                                                                                        | B3LA                                                                                        |
| 연료                 | 가솔린                                                                           | 가솔린                             | 가솔린 + LPG                                                                                | 가솔린 + LPG                                                                                |
| 배기량 (cc)          | 998                                                                              | 998                                | 998                                                                                         | 998                                                                                         |
| 최고 출력 (ps/rpm)   | 78/6,200                                                                         | 106/6,000                          | 78/6,200                                                                                    | 78/6,200                                                                                    |
| 최대 토크 (kg*m/rpm) | 9.6/3,500                                                                        | 14.0/1,600~3,500                   | 9.6/3,500                                                                                   | 9.6/3,500                                                                                   |
| 연료 탱크 용량 (L)   | 35                                                                               | 35                                 | 가솔린 : 10 + LPG : 44                                                                      | 가솔린 : 10 + LPG : 44                                                                      |
| 요소수 탱크 용량 (L) | -                                                                                | -                                  | -                                                                                           | -                                                                                           |
| 공차 중량 (kg)       | 920(수동 5단)/ 940(자동 4단), 925(수동 5단)/ 945(자동 4단)                       | 975(CVT)                           | 980(수동 5단)                                                                               | 1,000(자동 4단)                                                                             |
| 연비 (km/L)          | 도심 15.0/고속 17.9/복합 16.2(수동 5단)/ 도심 13.8/고속 17.4/복합 15.2(자동 4단) | 도심 12.7/고속 16.0/복합 14.0(CVT) | 도심 14.5/고속 17.8/복합 15.8(가솔린 수동 5단)/ 도심 12.1/고속 14.8/복합 13.2(LPG 수동 5단) | 도심 13.3/고속 17.3/복합 14.8(가솔린 자동 4단)/ 도심 11.1/고속 14.6/복합 12.4(LPG 자동 4단) |
| Co2 배출량 (g/km)    | 104(수동 5단)/ 112(자동 4단)                                                     | 122(CVT)                           | 107(가솔린 수동 5단)/ 99(LPG 수동 5단)                                                      | 115(가솔린 자동 4단)/ 106(LPG 자동 4단)                                                     |

#### 라인업
| 구분       | 1.0L 가솔린                              | 1.0L 가솔린 터보 | 1.0L 바이퓨얼 |
| ---------- | ---------------------------------------- | ---------------- | ------------- |
| 더 뉴 모닝 | 밴 기본형 밴 고급형 스마트 디럭스 럭셔리 | 럭셔리           | 스마트 럭셔리 |

## 3세대(JA)

### 올 뉴 모닝(2017년1월~2020년5월)

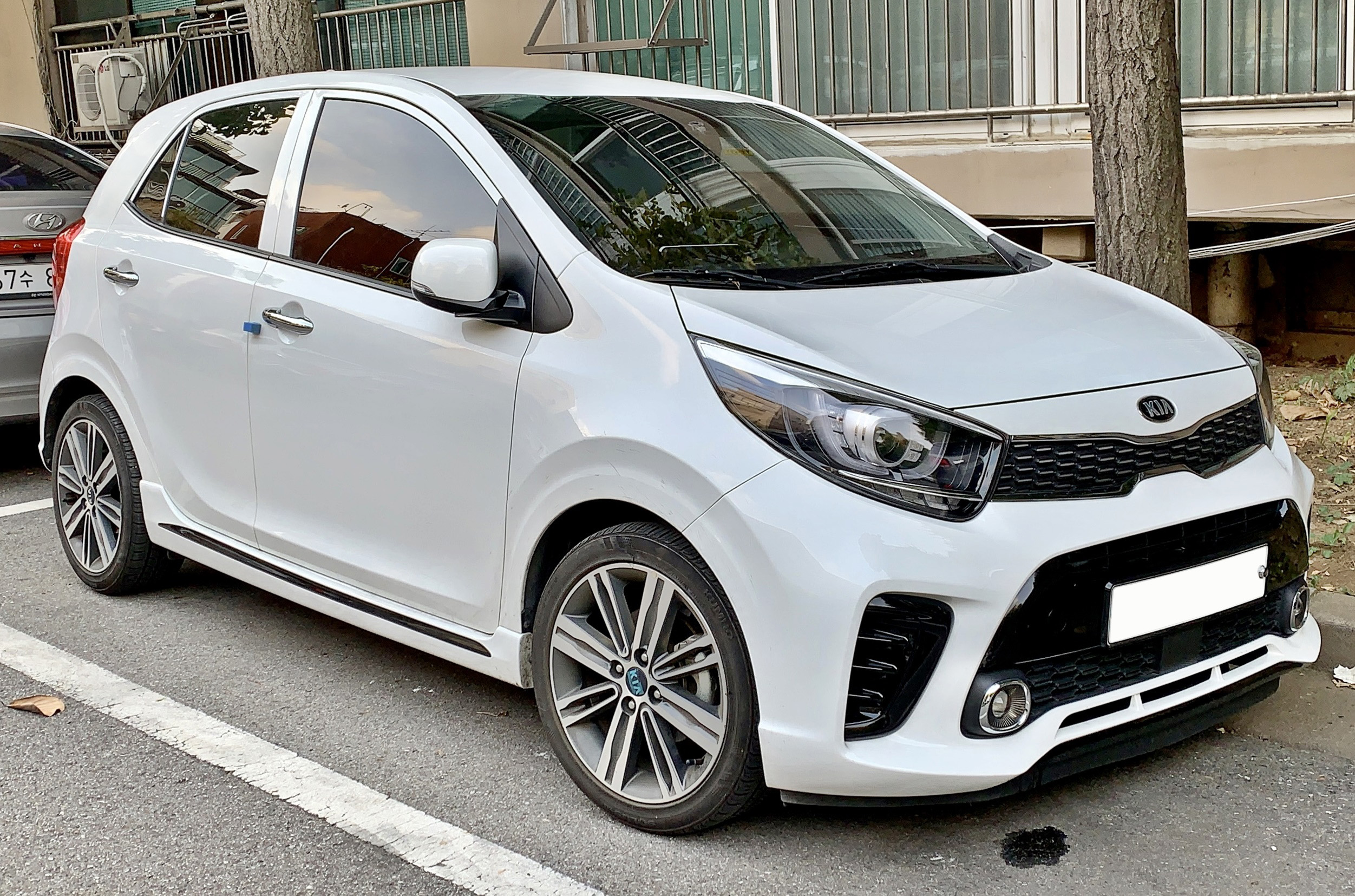
기아 올 뉴 모닝 정측면

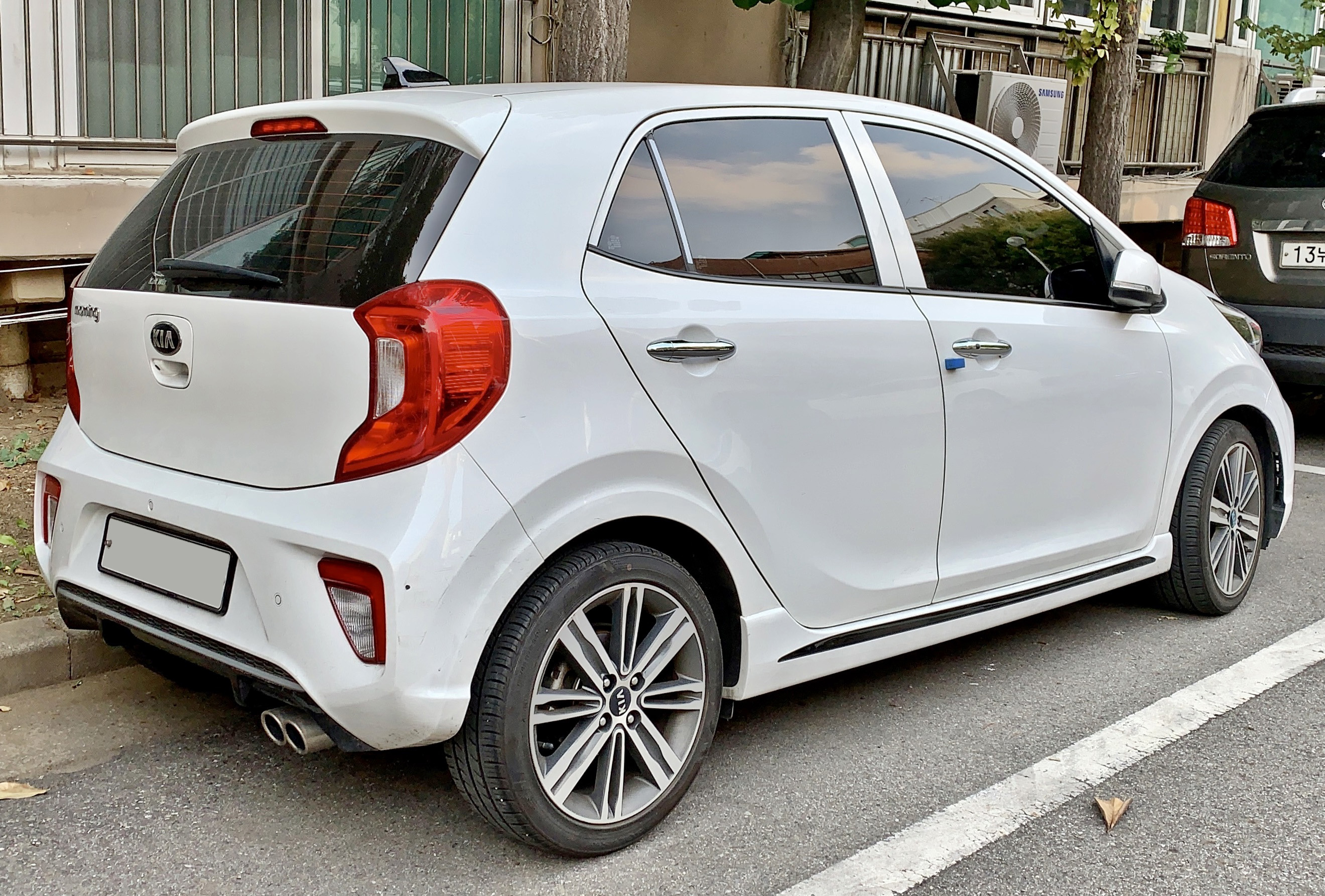
기아 올 뉴 모닝 후측면

2017년 1월 17일에 출시되었다. 헤드램프가 라디에이터 그릴과 이어져 스포티한 이미지가 강조되었고 공력 향상을 위하여 범퍼 하단 외곽에 에어 커튼이 적용되었다. 바퀴를 감싸는 펜더를 아치형으로 설계하여 볼륨감이 더해졌고 일자형 구조의 대시보드는 더 넓어진 공간감을 구현함과 동시에 각종 버튼의 위치가 조정되어 효율성과 조작성을 높였다. 초고장력 강판이 기존 대비 2배인 44%로 구조용 접착제가 기존 대비 8배 이상 증가한 67m로 각각 확대 적용되었다. 여기에 기존 강성형 구조용 접착제 대비 차체 충돌 시, 변형량을 개선한 충돌 보강형 구조용 접착제가 적용되었고 주요 충돌 부위에 핫스탬핑 공법이 적용되어 높은 수준의 천정 강도와 비틀림 강성이 확보되었다. 고속 선회로 진입 시, 안쪽 휠에는 제동력이 가해지고 바깥쪽 휠에는 동력이 전달되어 조향 능력을 향상시키는 토크 벡터링, 자동 긴급 제동 시스템 등 첨단 안전 사양도 적용되었다.
기존 초기형 카파 1.0리터 자연흡기 엔진에 구동벨트 오토 텐셔너 등이 추가된 카파 에코프라임 엔진으로 바뀌고, 76마력으로 디튠됐다. 2017년 4월 18일에는 100마력 1.0L 카파 가솔린 직접분사 터보 엔진(T-GDI, G3LC)과 1.0L 카파 LPI 엔진(L3LA)이 더해졌다. 100마력 가솔린 직접분사 싱글터보 엔진은 2세대에 장착된 G3LB에서 직접분사를 장착하고 출력을 6마력 디튠하는 대신 엔진 토크를 올렸으며, 상승된 토크에 대응하기 위해 2세대에 달렸던 CVT와 달리 4단 자동변속기가 적용됐으나 판매 부진으로 2019년 5월에 단종됐다.
수출용에는 4기통 1.2리터 엔진도 장착된다.
올 뉴 모닝 제원
| 구분                 | 올 뉴 모닝 1.0L 카파 MPI (수동 5단)                                                      | 올 뉴 모닝 1.0L 카파 MPI (자동 4단)                                                      | 올 뉴 모닝 1.0L 카파 T-GDI (자동 4단)                                              | 올 뉴 모닝 1.0L 카파 LPI (수동 5단)                                                      | 올 뉴 모닝 1.0L 카파 LPI (자동 4단)                                                      |
| -------------------- | ---------------------------------------------------------------------------------------- | ---------------------------------------------------------------------------------------- | ---------------------------------------------------------------------------------- | ---------------------------------------------------------------------------------------- | ---------------------------------------------------------------------------------------- |
| 전장 (mm)            | 3,595                                                                                    | 3,595                                                                                    | 3,595                                                                              | 3,595                                                                                    | 3,595                                                                                    |
| 전폭 (mm)            | 1,595                                                                                    | 1,595                                                                                    | 1,595                                                                              | 1,595                                                                                    | 1,595                                                                                    |
| 전고 (mm)            | 1,485                                                                                    | 1,485                                                                                    | 1,485                                                                              | 1,485                                                                                    | 1,485                                                                                    |
| 축거 (mm)            | 2,400                                                                                    | 2,400                                                                                    | 2,400                                                                              | 2,400                                                                                    | 2,400                                                                                    |
| 윤거 (전, mm)        | 1,420(R13) 1,406(R14) 1,394(R15) 1,394(R16)                                              | 1,420(R13) 1,406(R14) 1,394(R15) 1,394(R16)                                              | 1,420(R13) 1,406(R14) 1,394(R15) 1,394(R16)                                        | 1,420(R13) 1,406(R14) 1,394(R15) 1,394(R16)                                              | 1,420(R13) 1,406(R14) 1,394(R15) 1,394(R16)                                              |
| 윤거 (후, mm)        | 1,423(R13) 1,415(R14) 1,403(R15) 1,403(R16)                                              | 1,423(R13) 1,415(R14) 1,403(R15) 1,403(R16)                                              | 1,423(R13) 1,415(R14) 1,403(R15) 1,403(R16)                                        | 1,423(R13) 1,415(R14) 1,403(R15) 1,403(R16)                                              | 1,423(R13) 1,415(R14) 1,403(R15) 1,403(R16)                                              |
| 승차 정원            | 2명(밴) 5명                                                                              | 2명(밴) 5명                                                                              | 5명                                                                                | 5명                                                                                      | 5명                                                                                      |
| 변속기               | 수동 5단                                                                                 | 자동 4단                                                                                 | 자동 4단                                                                           | 수동 5단                                                                                 | 자동 4단                                                                                 |
| 서스펜션 (전/후)     | 맥퍼슨 스트럿/토션 빔                                                                    | 맥퍼슨 스트럿/토션 빔                                                                    | 맥퍼슨 스트럿/토션 빔                                                              | 맥퍼슨 스트럿/토션 빔                                                                    | 맥퍼슨 스트럿/토션 빔                                                                    |
| 구동 형식            | 전륜구동                                                                                 | 전륜구동                                                                                 | 전륜구동                                                                           | 전륜구동                                                                                 | 전륜구동                                                                                 |
| 엔진 형식            | G3LA                                                                                     | G3LA                                                                                     | G3LC                                                                               | L3LA                                                                                     | L3LA                                                                                     |
| 연료                 | 가솔린                                                                                   | 가솔린                                                                                   | 가솔린                                                                             | LPG                                                                                      | LPG                                                                                      |
| 배기량 (cc)          | 998                                                                                      | 998                                                                                      | 998                                                                                | 998                                                                                      | 998                                                                                      |
| 최고 출력 (ps/rpm)   | 76/6,200                                                                                 | 76/6,200                                                                                 | 100/4,500                                                                          | 74/6,200                                                                                 | 74/6,200                                                                                 |
| 최대 토크 (kg*m/rpm) | 9.7/3,750                                                                                | 9.7/3,750                                                                                | 17.5/1,500~4,000                                                                   | 9.6/3,500                                                                                | 9.6/3,500                                                                                |
| 연료 탱크 용량 (L)   | 35                                                                                       | 35                                                                                       | 35                                                                                 | 37                                                                                       | 37                                                                                       |
| 요소수 탱크 용량 (L) | -                                                                                        | -                                                                                        | -                                                                                  | -                                                                                        | -                                                                                        |
| 공차 중량 (kg)       | 890(13/14/15인치 휠)/ 935(16인치 휠)                                                     | 905(13/14인치 휠), 910(13/14/15인치 휠)/ 955(16인치 휠)                                  | 950(14인치 휠)/ 965(16인치 휠)                                                     | 945(13/14/15인치 휠)/ 960(16인치 휠)                                                     | 960(13/14/15인치 휠)/ 975(16인치 휠)                                                     |
| 연비 (km/L)          | 도심 14.9/고속 17.5/복합 16.0(13/14/15인치 휠)/ 도심 14.2/고속 16.8/복합 15.3(16인치 휠) | 도심 14.2/고속 17.0/복합 15.4(13/14/15인치 휠)/ 도심 13.6/고속 16.2/복합 14.7(16인치 휠) | 도심 11.6/고속 15.1/복합 13.0(14인치 휠)/ 도심 11.0/고속 14.0/복합 12.2(16인치 휠) | 도심 11.7/고속 13.7/복합 12.6(13/14/15인치 휠)/ 도심 11.5/고속 12.6/복합 12.0(16인치 휠) | 도심 11.0/고속 12.8/복합 11.8(13/14/15인치 휠)/ 도심 10.2/고속 12.1/복합 11.0(16인치 휠) |
| Co2 배출량 (g/km)    | 101(13/14/15인치 휠)/ 106(16인치 휠)                                                     | 106(13/14/15인치 휠)/ 111(16인치 휠)                                                     | 127(14인치 휠)/ 136(16인치 휠)                                                     | 101(13/14/15인치 휠)/ 106(16인치 휠)                                                     | 109(13/14/15인치 휠)/ 117(16인치 휠)                                                     |

#### 라인업
| 구분       | 1.0L 가솔린                                                       | 1.0L 가솔린 터보  | 1.0L LPI      |
| ---------- | ----------------------------------------------------------------- | ----------------- | ------------- |
| 올 뉴 모닝 | 밴 밴 고급형 베이직 플러스 디럭스 트렌디 럭셔리 프레스티지 레이디 | 럭셔리 프레스티지 | 디럭스 럭셔리 |

### 모닝 어반(2020년5월~2023년7월)

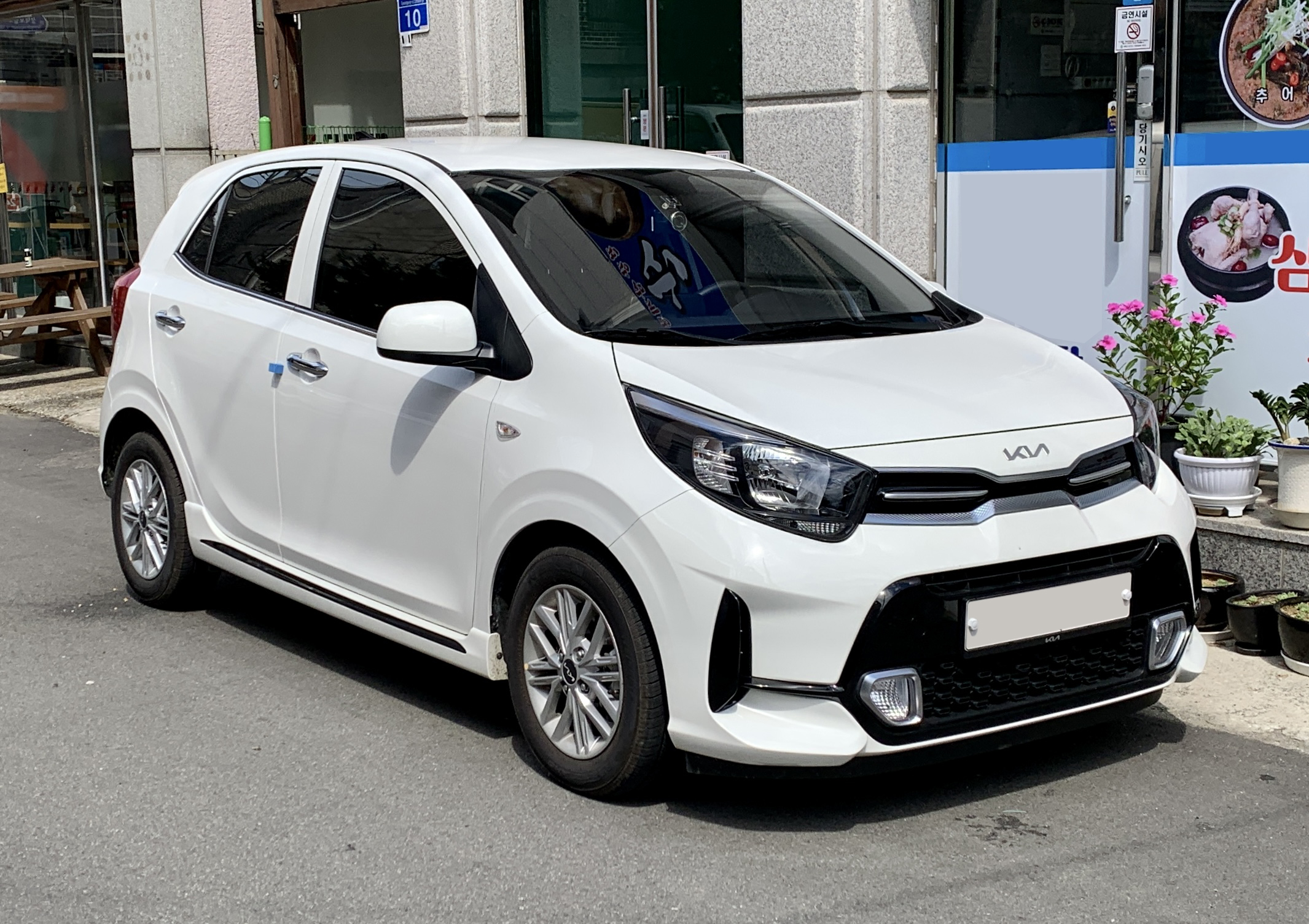
기아 모닝 어반 정측면

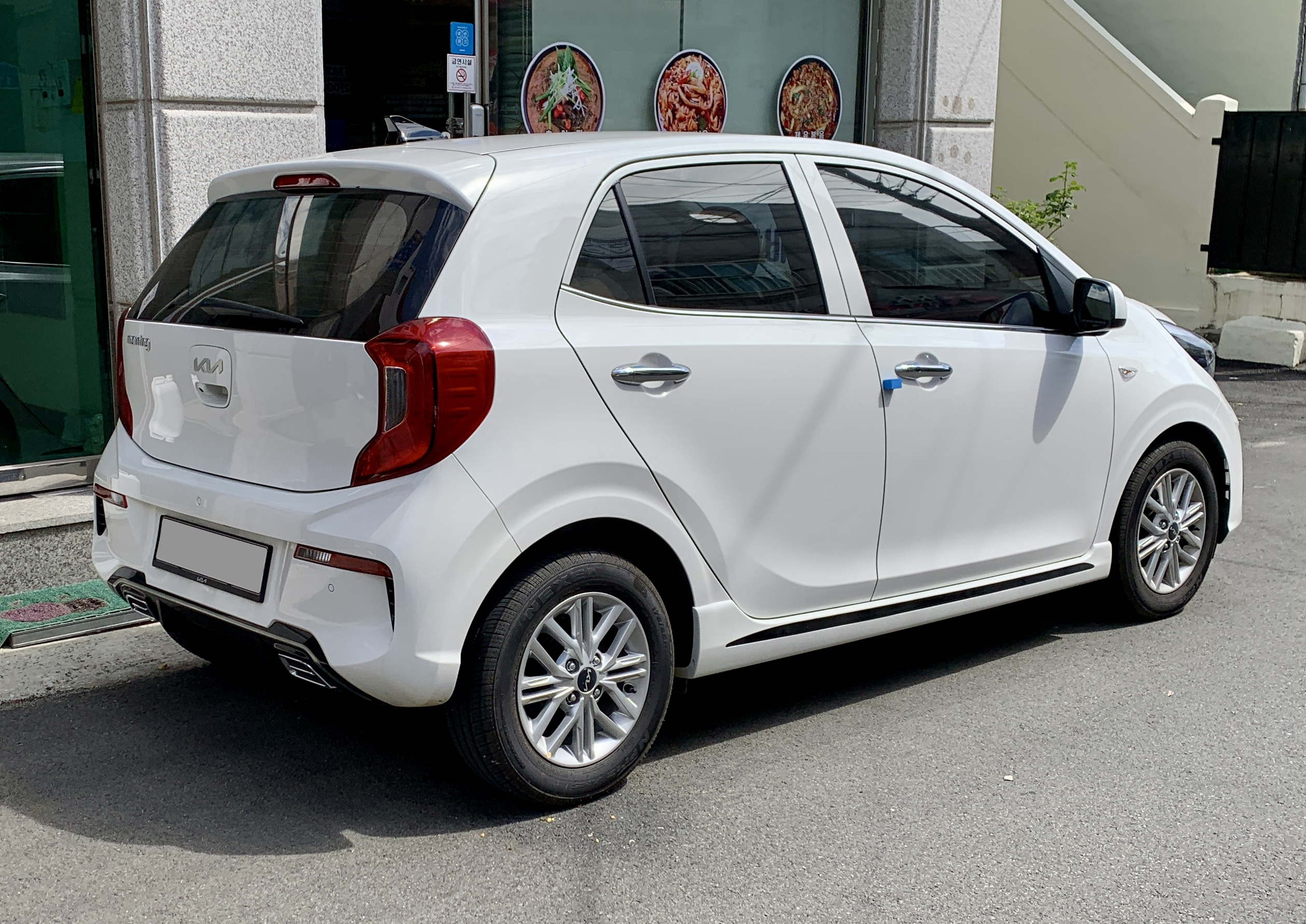
기아 모닝 어반 후측면

2020년 5월 12일에 상품성 개선 모델인 모닝 어반이 출시되었다. 76마력 1.0리터 카파 에코프라임 가솔린 엔진은 연료분사 포트 등을 개량해 스마트스트림 G 1.0 엔진(G3LD)으로 변경됐다. 동급 최초로 적용되는 다양한 첨단 운전자 보조 시스템과 사양 등을 통해 경차로서의 높은 경쟁력을 가지고 있다. 또 ‘허니비’를 신규 외장 색상으로 추가했다.
모닝 어반으로 바뀌면서 패턴이 적용된 반광 크롬 테두리, 타이거 노즈(Tiger Nose) 라디에이터 그릴, 프로젝션 헤드램프를 둘러싼 8개의 LED 주간주행등(DRL, Daytime Running Lights), 크롬 테두리 장식 안개등, 에어 인테이크, 굴곡진 리어콤비네이션 램프, 수평형 디자인의 범퍼와 범퍼 하단 크롬 듀얼 머플러 가니쉬에 포인트를 주었고, 어반 내관, 블랙 원톤 & 오렌지 칼라 포인트 인테리어, 블랙 / 그레이 인테리어가 적용되고, 안전 편의사양으로는 후측방 충돌방지 보조(BCA, Blind-Spot Collision-Avoidance Assist), 후방 교차 충돌방지 보조(RCCA, Rear Cross-Traffic Collision-Avoidance Assist), 차로 유지 보조(LFA, Lane Following Assist), 전방 충돌방지 보조(FCA, Forward Collision-Avoidance Assist), 차로 이탈방지 보조(LKA, Lane Keeping Assist), 운전자 주의 경고(DAW, Driver Attention Warning), KIA Connect(구 UVO) 기반 첨단 스마트 멀티미디어 & KIA Connect 원격제어, 내비게이션 자동 무선 업데이트(OTA), 홈 커넥트, 블루투스 멀티커넥션, 카카오 i 활용 서버 기반 음성 인식 기능이 적용되었다. 그러나 5단 수동변속기와 LPI 엔진이 라인업에서 제외됐다.
2021년에는 새 엠블럼으로 변경됐다.
모닝 어반 제원
| 전장 (mm)            | 3,595                                                                              |                       |                       |                       |                       |
| 전폭 (mm)            | 1,595                                                                              |                       |                       |                       |                       |
| 전고 (mm)            | 1,485                                                                              |                       |                       |                       |                       |
| 축거 (mm)            | 2,400                                                                              |                       |                       |                       |                       |
| 윤거 (전, mm)        | 1,406(R14) 1,394(R16)                                                              |                       |                       |                       |                       |
| 윤거 (후, mm)        | 1,415(R14) 1,403(R16)                                                              |                       |                       |                       |                       |
| 승차 정원            | 2명(밴) 5명                                                                        | 2명(밴) 5명           |                       |                       |                       |
| 변속기               | 자동 4단                                                                           |                       |                       |                       |                       |
| 서스펜션 (전/후)     | 맥퍼슨 스트럿/토션 빔                                                              | 맥퍼슨 스트럿/토션 빔 | 맥퍼슨 스트럿/토션 빔 | 맥퍼슨 스트럿/토션 빔 | 맥퍼슨 스트럿/토션 빔 |
| 구동 형식            | 전륜구동                                                                           |                       |                       |                       |                       |
| 엔진 형식            | G3LD                                                                               | G3LD                  |                       |                       |                       |
| 연료                 | 가솔린                                                                             |                       |                       |                       |                       |
| 배기량 (cc)          | 998                                                                                |                       |                       |                       |                       |
| 최고 출력 (ps/rpm)   | 76/6,200                                                                           |                       |                       |                       |                       |
| 최대 토크 (kg*m/rpm) | 9.7/3,750                                                                          |                       |                       |                       |                       |
| 연료 탱크 용량 (L)   | 35                                                                                 |                       |                       |                       |                       |
| 요소수 탱크 용량 (L) | -                                                                                  |                       |                       |                       |                       |
| 공차 중량 (kg)       | 910(14인치 휠)/ 995(16인치 휠)                                                     |                       |                       |                       |                       |
| 연비 (km/L)          | 도심 14.4/고속 17.6/복합 15.7(14인치 휠)/ 도심 13.5/고속 16.3/복합 14.7(16인치 휠) |                       |                       |                       |                       |
| Co2 배출량 (g/km)    | 104(14인치 휠)/ 112(16인치 휠)                                                     |                       |                       |                       |                       |

#### 라인업
| 구분      | 1.0L 가솔린                           | 1.0L 가솔린 밴      |
| --------- | ------------------------------------- | ------------------- |
| 모닝 어반 | 마이너스 <프레스티지 시그니처 엣지-UP | 밴 기본형 밴 스페셜 |

### 더 뉴 모닝(2023년7월~현재)
2023년 7월 5일에 2차 페이스리프트 모델인 '더 뉴 모닝'이 출시됐다. 카파 스마트스트림 1.0리터 가솔린 엔진(G3LD)과 4단 자동변속기가 장착되며 최고출력 76마력, 최대 토크 9.7㎏f·m, 복합 연비 15.1㎞/ℓ(14인치 휠 기준)를 갖췄다.
외관 전면부에 동급 최초로 LED 헤드램프, 센터 포지셔닝 램프가 적용됐다. 센터 포지셔닝 램프는 좌우 LED 주간주행등(DRL)과 가로로 이어진다. 측면부는 전면부 스타맵 시그니처 라이팅부터 후면부 시그니처 리어 콤비램프까지 연결된 캐릭터 라인으로 강인함과 역동성을 강조했고 후면부의 시그니처 리어 콤비램프와 수직으로 떨어지는 테일램프는 범퍼 반사등과 수직 점선처럼 연결된다.
외장 색상은 '어드벤쳐러스 그린'과 '시그널 레드'가 추가됐으며, '브라운'과 '다크 그린'을 추가한 3종의 내장 색상으로 운영된다.
안전ㆍ편의 사양은 내비게이션 기반 스마트 크루즈 컨트롤(정차 및 재출발 기능 미지원), 전방 충돌방지 보조, 하이빔 보조 등이 새롭게 적용됐으며 애플 카플레이, 안드로이드 오토 등 폰 프로젝션이 가능한 8인치 디스플레이 오디오, 후방 모니터, 1열 C타입 충전 단자가 기본으로 적용됐다. 최하 등급의 트렌디 트림에 적용되는 카스테레오 역시 컴팩트 오디오에서 디스플레이 오디오로 통일했다. 계기판은 캐스퍼의 디지털 클러스터로 교체했다.
2024년 6월 10일, 연식변경 모델  'The 2024 모닝'이 출시됐다. 전용 디자인 요소를 적용한 GT 라인(line) 트림을 새롭게 추가하고 신규 사양이 적용됐다.
The 2024 모닝 GT 라인은 라디에이터 그릴과 인테이크 그릴을 확장했으며, 전면가공 16인치 휠, 블랙 하이그로시 사이드실 몰딩, GT 라인 전용 엠블럼 등이 적용되고 헤드램프, 주간주행등, 전면부 방향지시등, 센터 포지셔닝램프에 LED가 기본 적용된다. 실내는 D컷 스티어링 휠과 메탈 페달이 적용됐다.
The 2024 모닝은 모든 트림에 차량용 소화기를 장착하고 시그니처 트림부터 전자식 주차 브레이크(EPB, Electronic Parking Brake)와 오토 홀드(Auto Hold)를 기본 탑재했다. 또한 기존에 선택 사양이었던 16인치 전면 가공 휠 및 후륜 디스크 브레이크를 시그니처 트림에 기본화했다.
The 2024 모닝의 판매 가격은 1.0 가솔린 트렌디 1,325만원, 프레스티지 1,500만원, 시그니처 1,725만원, GT 라인 1,820만원이며 1.0 가솔린 밴 트렌디 1,300만원, 프레스티지 1,370만원이다.

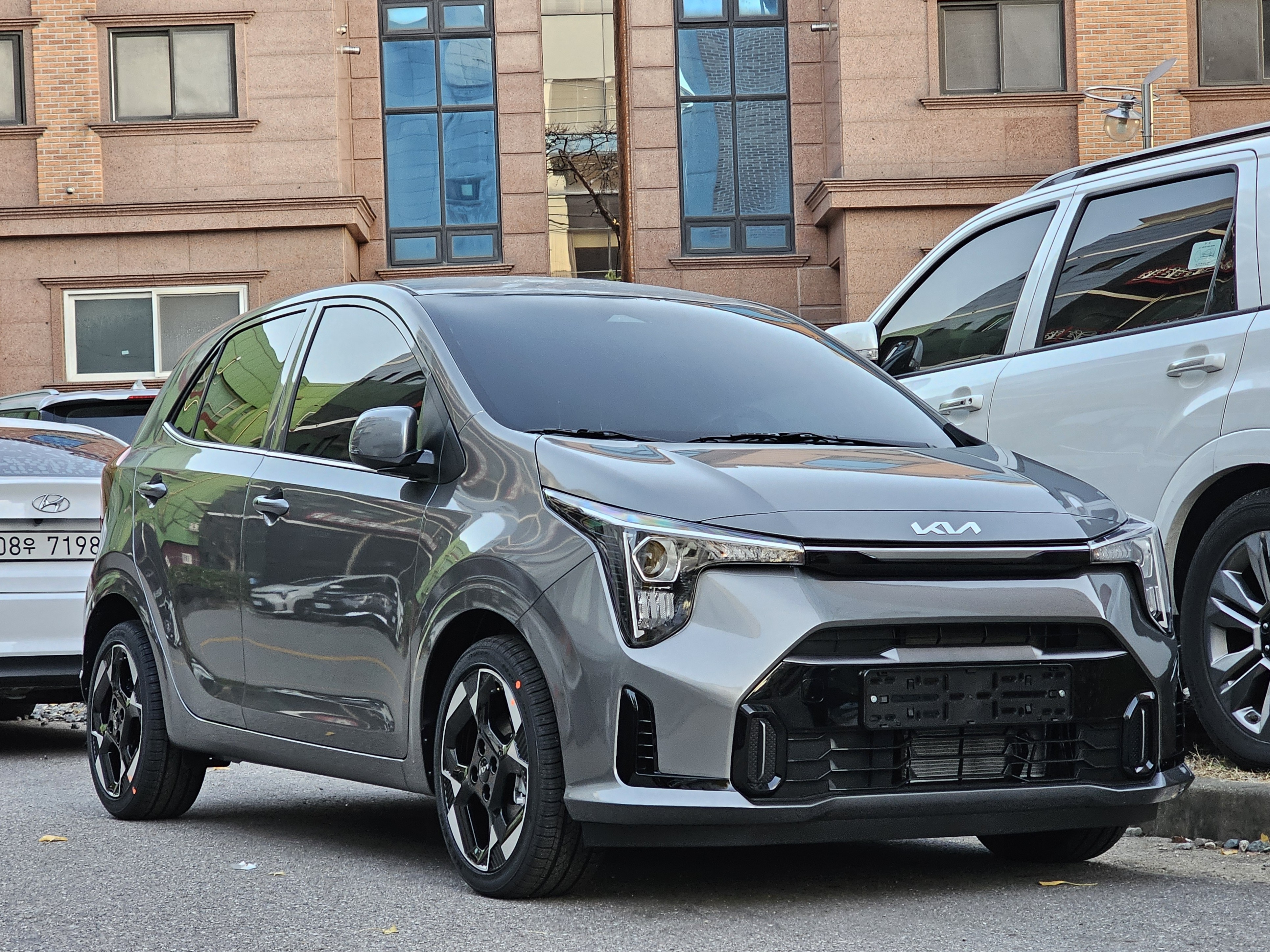
기아 더 뉴 모닝 정측면
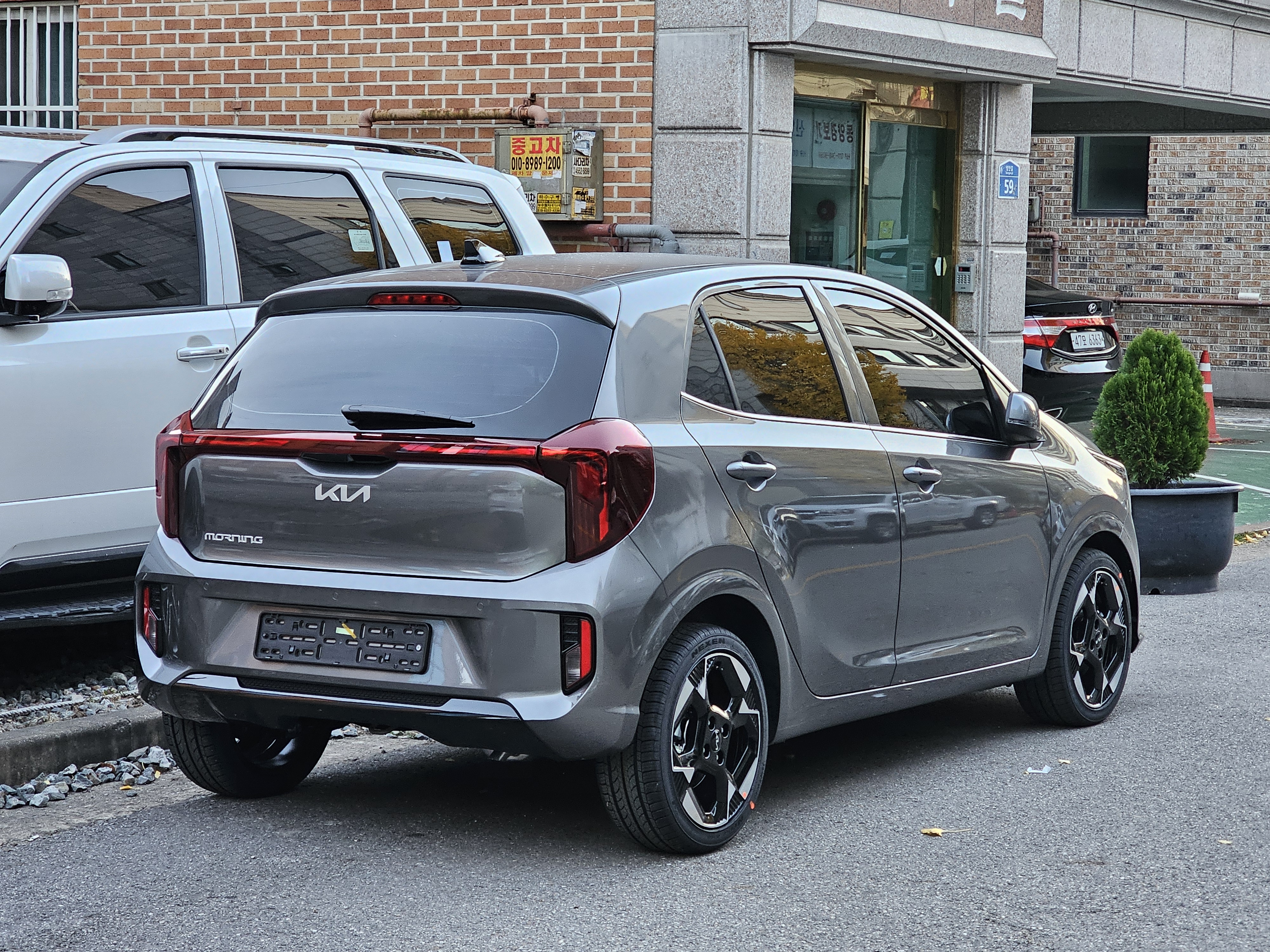
후측면
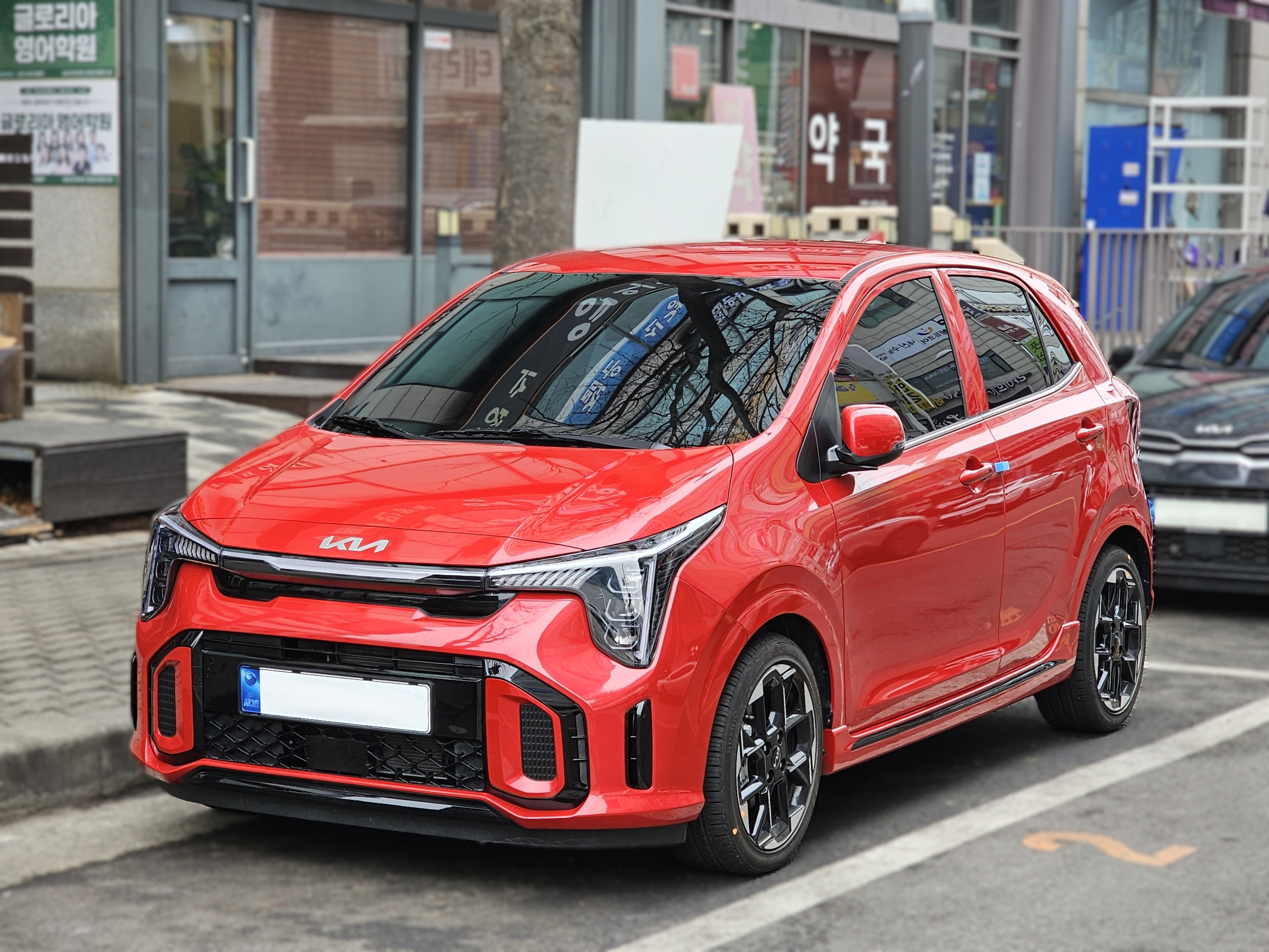
기아 더 뉴 모닝 GT 라인
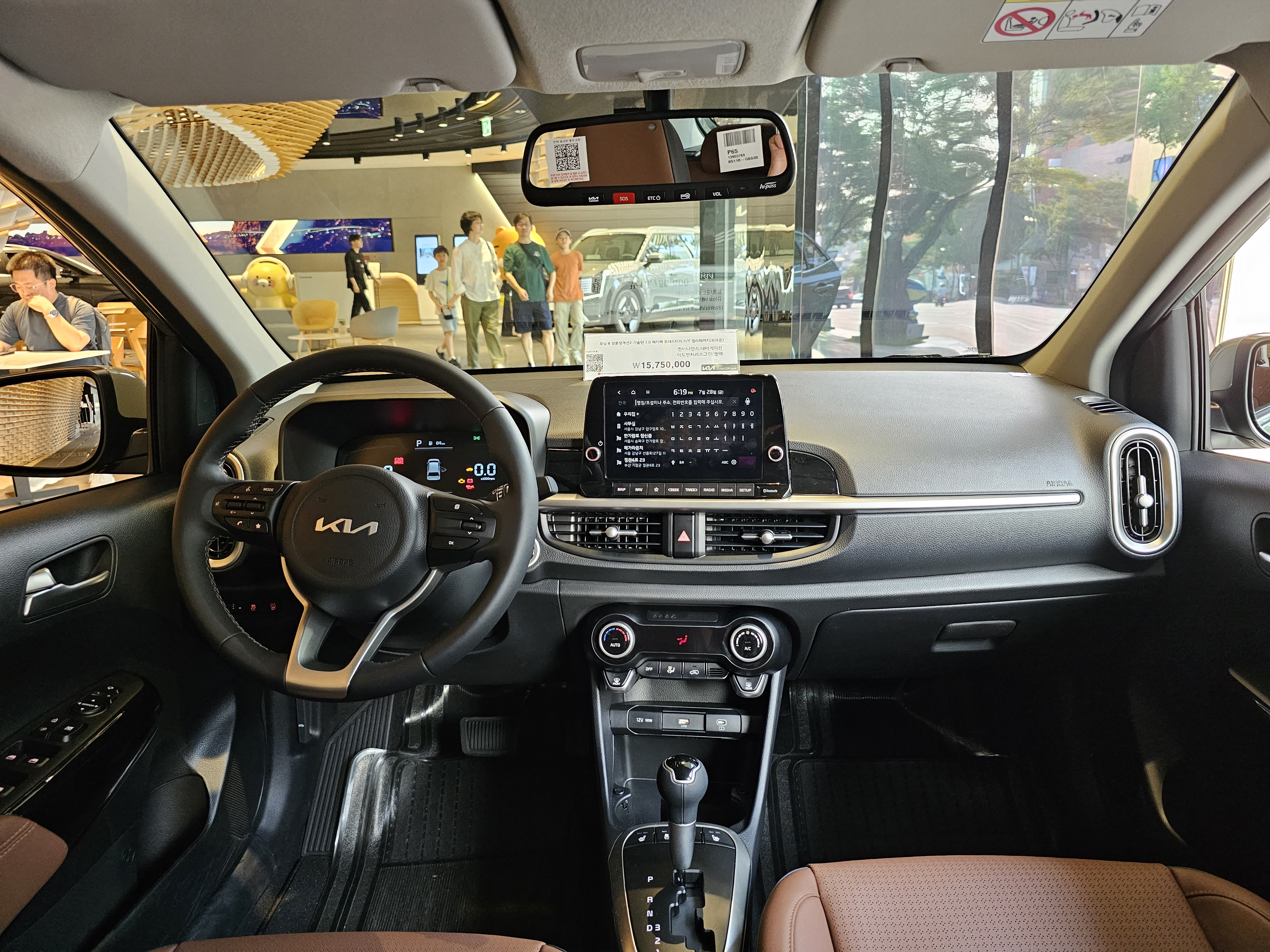
실내

## 역대 슬로건

### 1세대(SA)
- 달리는 자유공간 (모닝)
- 1000CC TRENDY CAR (뉴 모닝)
- NEXT PREMIUM (뉴 모닝)

### 2세대(TA)
- 한번도 만나보지 못한 매혹적인 카 (올 뉴 모닝)

### 3세대(JA)
- Smart Compact (올 뉴 모닝)
- All my interest (모닝 어반)
- 도심 밀착 모빌리티 (더 뉴 모닝)

## 각종 미디어에서의 등장

### 만화에서의 등장
- 변신자동차 또봇 - 또봇 D (2세대 모델)

## 경쟁 차종
- 현대자동차 - 이온, i10, 캐스퍼
- 피아트 - 500, 판다
- 오펠 - 아담, 칼
- 르노 - 트윙고
- 푸조 - 108
- 시트로엥 - C1
- 스마트 - 포투
- 폭스바겐 - 업!
- 포드 - 카
- 토요타 - 아이고

## 같이 보기
- 현대 캐스퍼
- 기아 레이
- 쉐보레 스파크